# Áreas protegidas de Turquía

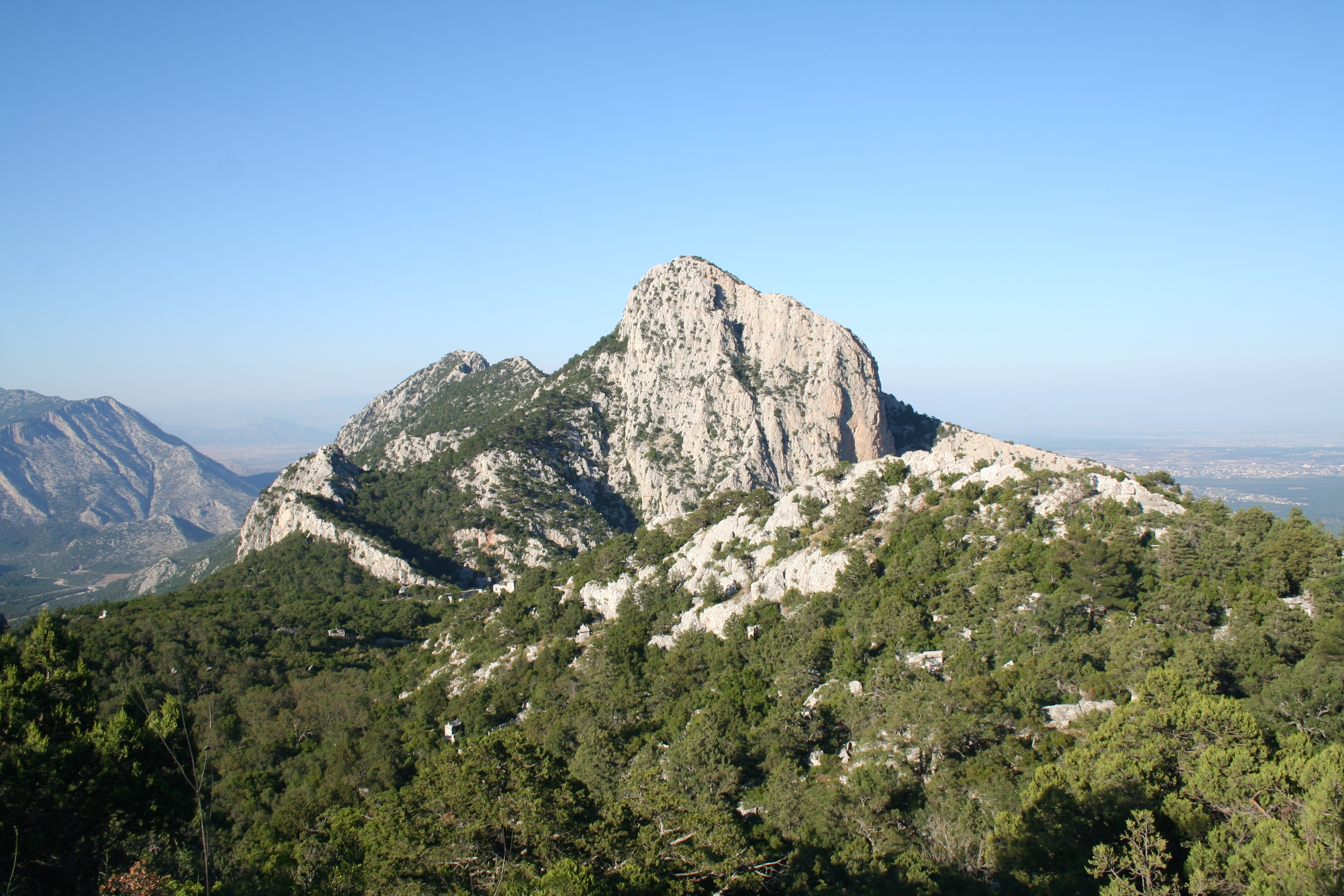
Parque nacional del monte Güllük-Termessos

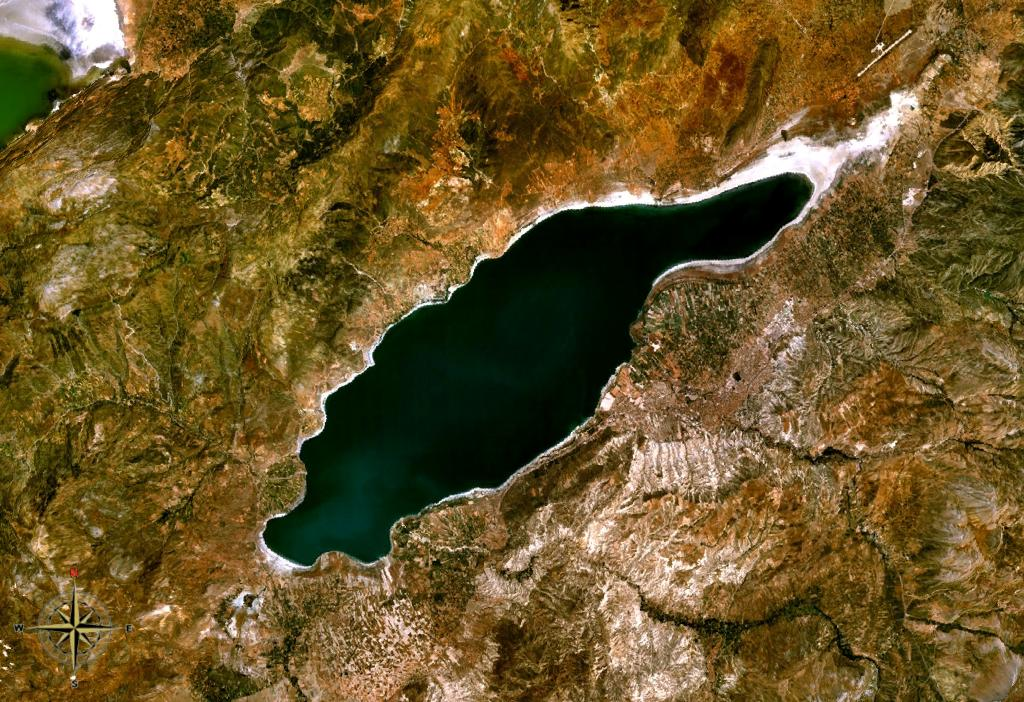
Vista de satélite del lago Burdur, sitio Ramsar

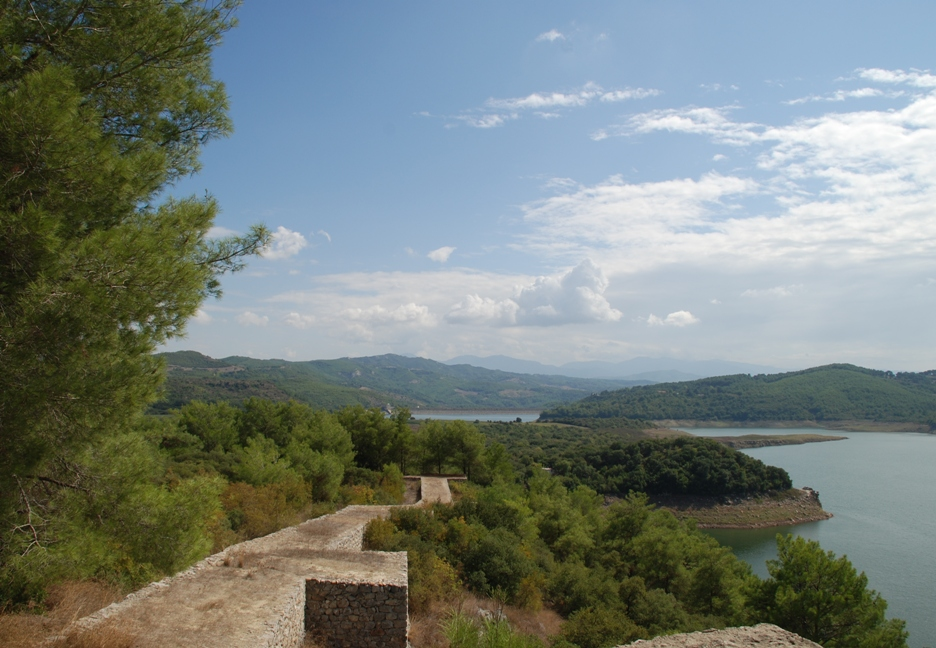
Parque nacional Karatepe-Aslantaş

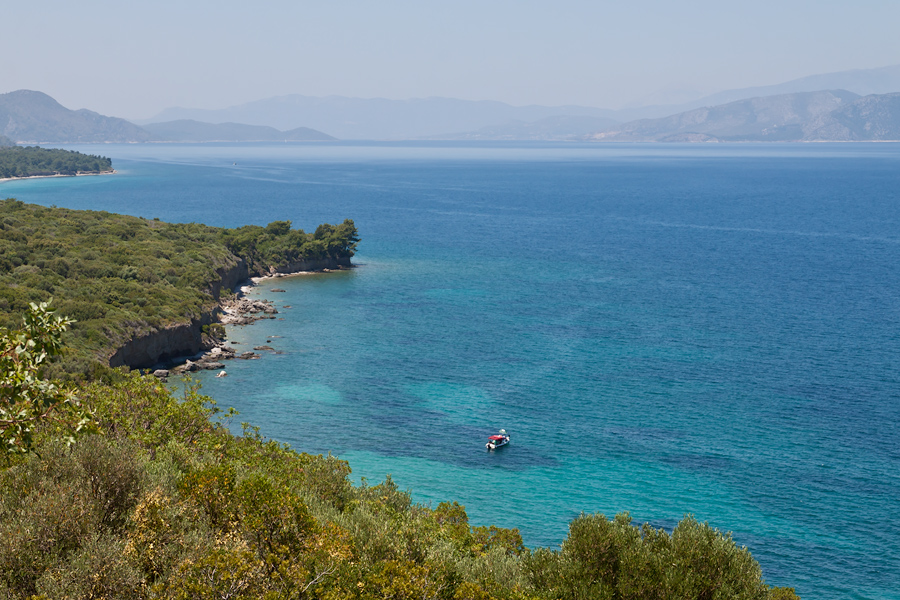
Parque nacional de la península de Dilek y delta del Büyük Menderes

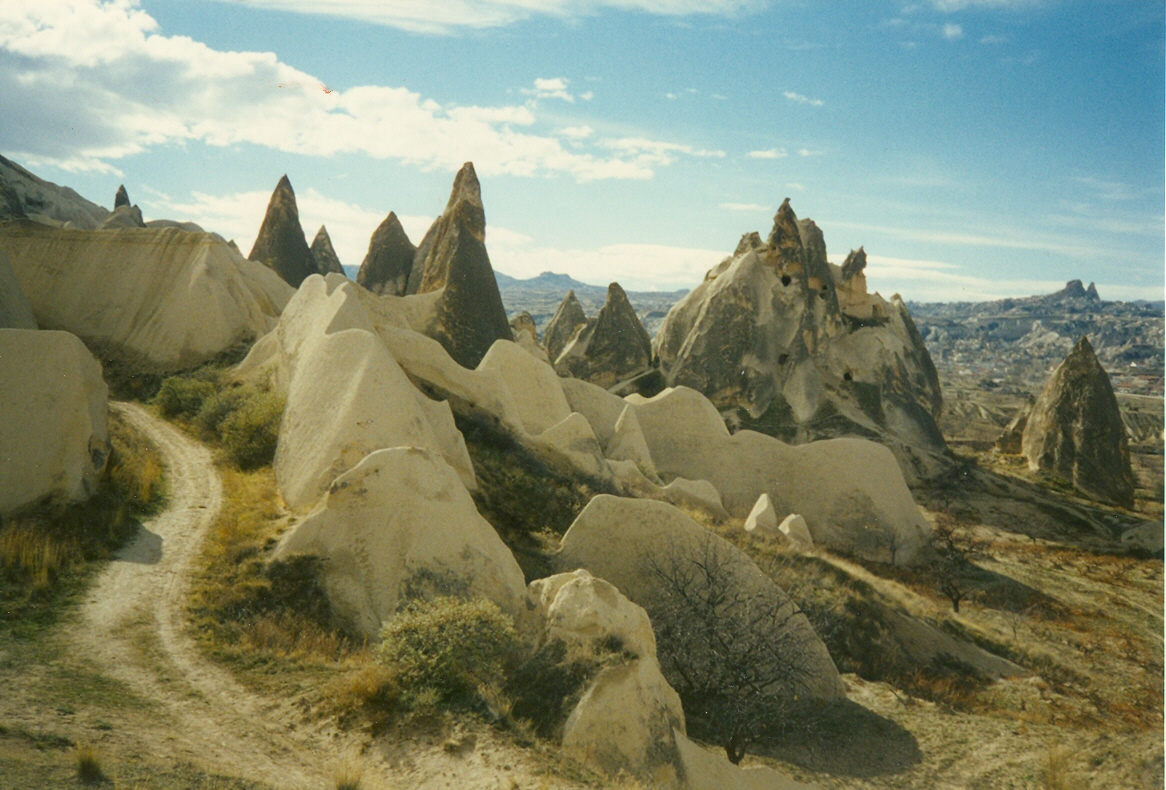
Parque nacional de la antigua Göreme

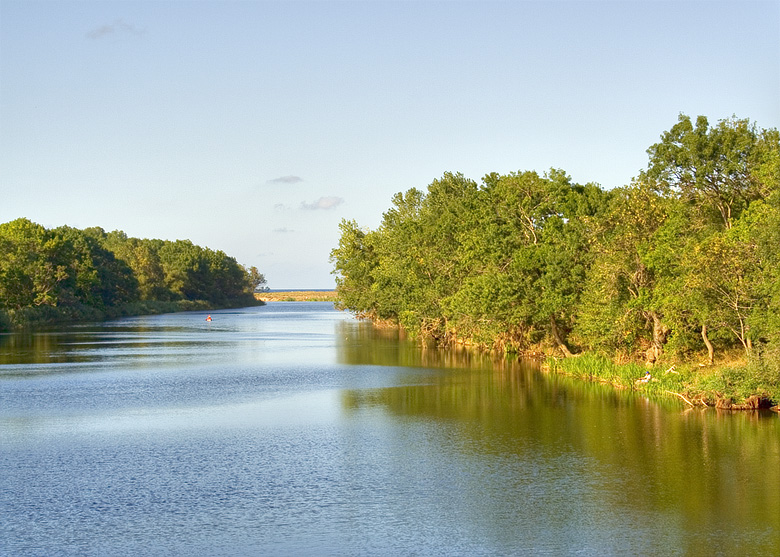
Río Veleka en la desembocadura, en el Parque nacional de los bosques inundables de İğneada.

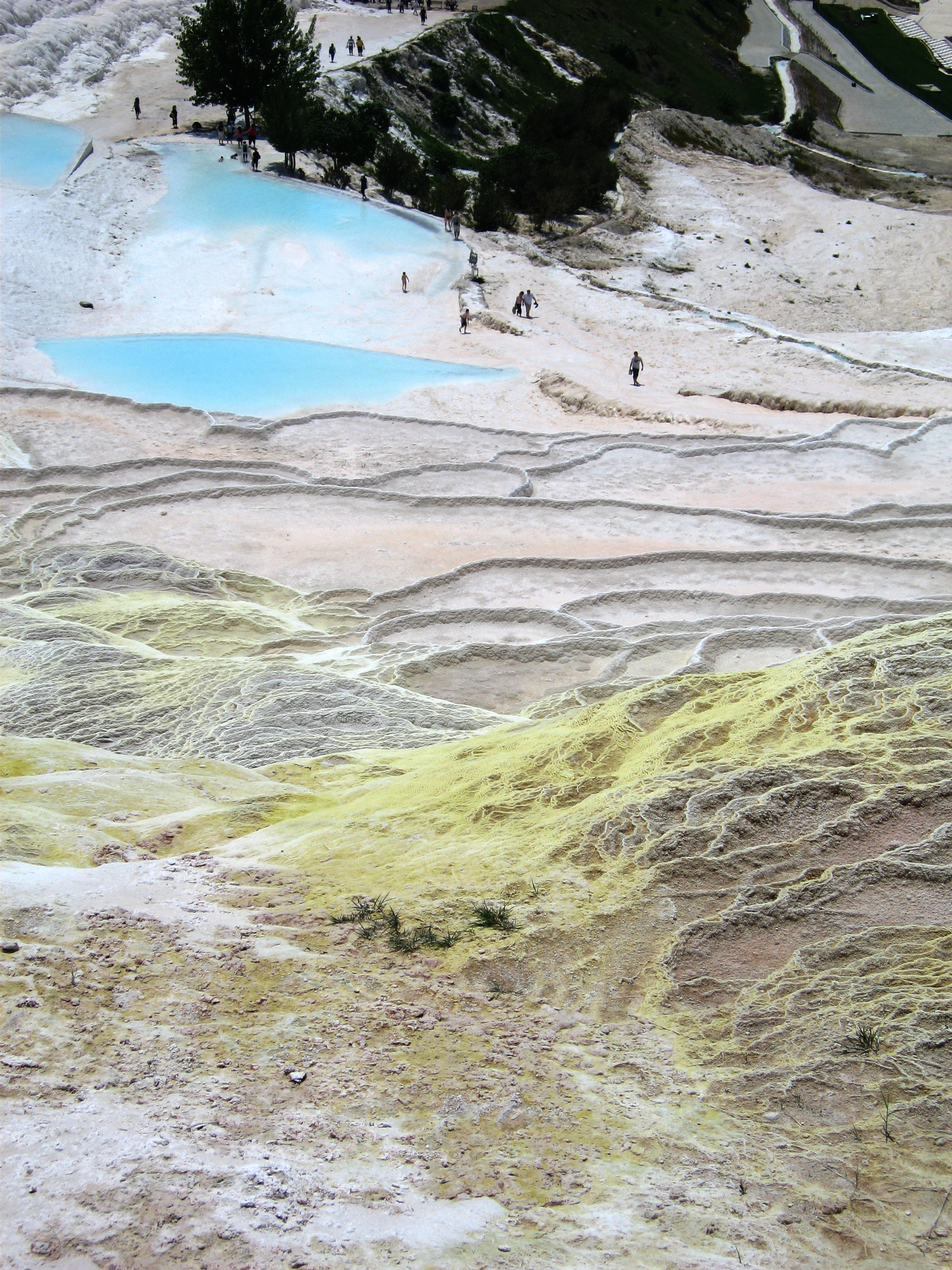
Los travertinos de Pamukkale

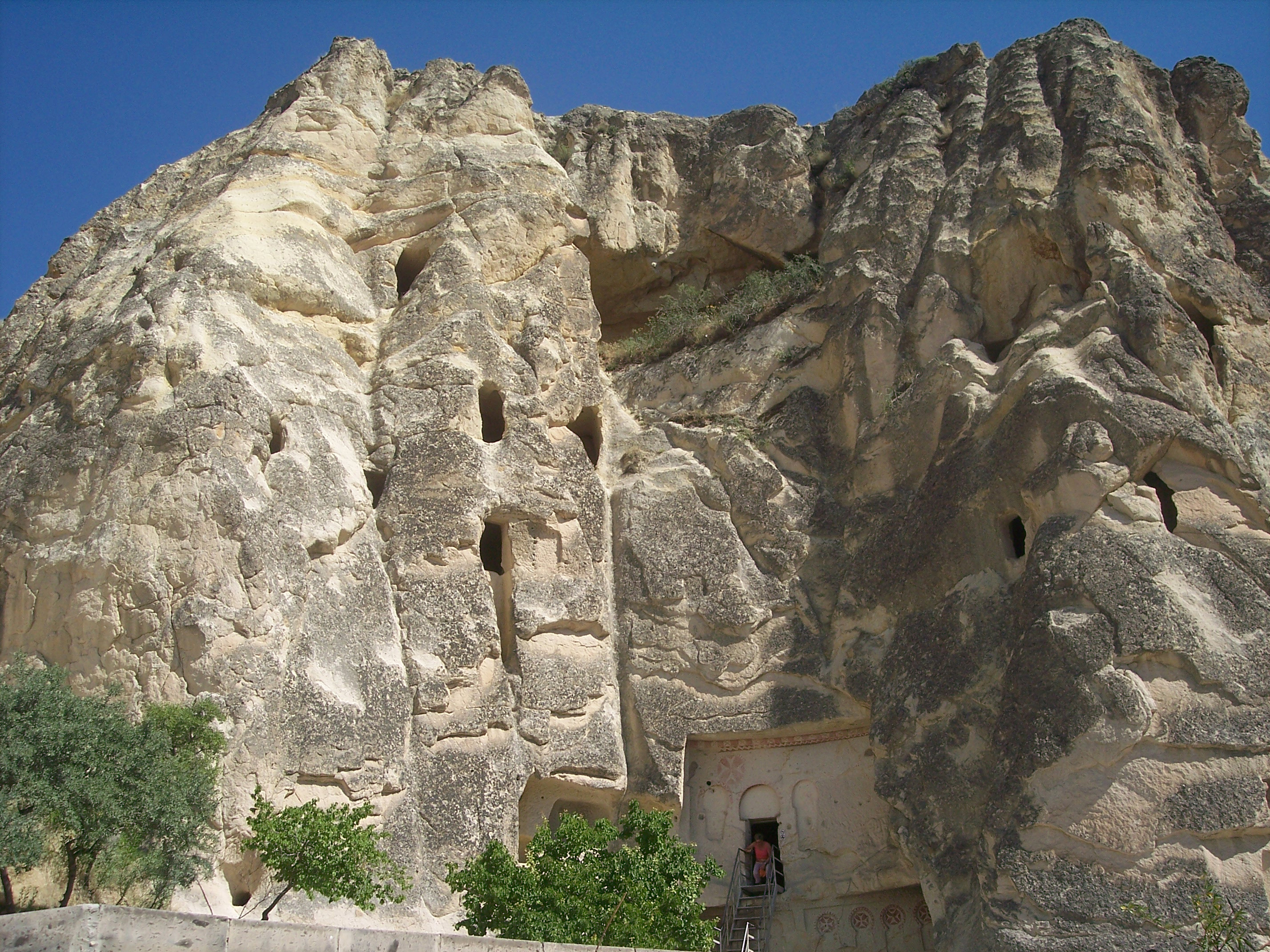
La iglesia de la Sandalia, en Goreme

Chimeneas de las hadas, en Goreme, Capadocia.

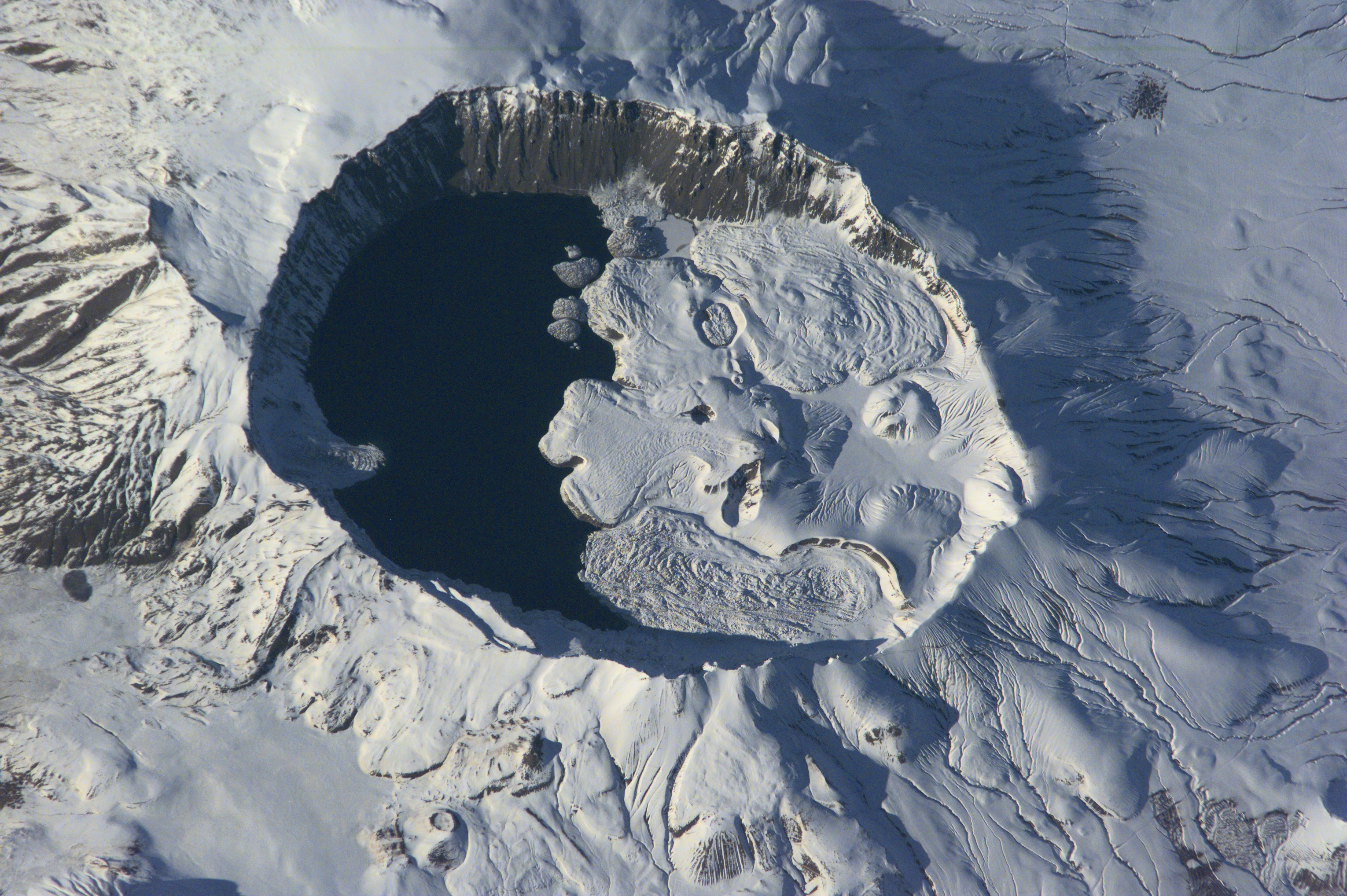
Vista aérea del lago Nemrut, en su caldera volcánica, sitio Ramsar, en invierno.

La IUCN reconoce únicamente 18 áreas protegidas en Turquía, 1709 km² (kilómetros cuadrados) de los 782 239 km² del país, es decir, el 0,22 %, de los que solo están gestionadas efectivamente 799 km², el 0,1 %, y 270 km² de áreas marinas, el 0,11 % de los 255 926 km², y bien gestionados solo 128 km², el 0,05 %. De estas zonas, 2 son reservas de la biosfera de la Unesco, 2 son patrimonio de la humanidad y 14 son sitios Ramsar. Sin embargo, una metodología más flexible aplicada por el gobierno amplia enormemente las zonas protegidas, que alcanzan el 7,2 % del territorio, unos 56 300 km², e incluyen 40 parques nacionales, 31, áreas de conservación de la naturaleza, 107 monumentos naturales, 184 parques naturales, 81 áreas de protección de la vida salvaje, 58 bosques protegidos, 239 áreas de conservación genética, 373 bancos de semillas, 15 áreas protegidas especiales, 1273 sitios naturales, 14 sitios Ramsar y 1 reserva de la biosfera.
Turquía abarca tres regiones bigeográficas, Anatolia, el Mediterráneo y la región del mar Negro, junto con las zonas de transición. En este pequeño continente hay bosques, estepas, humedales, montañas, ecosistemas marinos y costeros y las combinaciones de todos ellos. Su biodiversidad se encuentra entre las más altas de la zona templada. Se considera que hay unas 19 000 especies de invertebrados, de las que 4000 subespecies son endémicas. Se han identificado 1500 especies de vertebrados, de los que unas 100 son endémicas, incluyendo 70 especies de peces. Turquía se encuentra en una de las dos rutas de migración más importantes del mundo, y posee importantes zonas de anidación, de ahí los 14 sitios Ramsar.

## Parques nacionales
- Parque nacional del Pinar de Yozgat, 264 ha (hectáreas), 39.80590°N 34.81524°E. Bosque de pinos en el centro de Anatolia, desde 1958 en lo que fue el primer parque nacional del país. Una isla de colinas en una zona de amplias estepas con una elevación media de 1360 m s. n. m. (metros sobre el nivel del mar), con árboles de 350 a 500 años de edad que solo se encuentran en las alturas del Cáucaso. A 5 km (kilómetros) de la ciudad de Yozgat.[4][5]
- Parque nacional Karatepe-Aslantaş, 41,45 km² (kilómetros cuadrados), 37°18′29.04″N 36°15′01.10″E. En el centro sur, en la provincia de Osmaniye. Segunda área protegida del país por antigüedad, en 1958, debido a unos restos arqueológicos. Está situada en una zona agreste entre los montes Taurus y las llanuras de Cilicia, atravesada por el río Ceyhan. Abarca una parte de las orillas del embalse de Aslantaş y de una serie de ríos que desembocan en el Ceyhan, entre 65 y 538 m s. n. m. (metros sobre el nivel del mar). Las ruinas mencionadas se hallan en una península en el embalse, en el museo al aire libre de Karatepe, en la llamada península hitita, a 1200 m (metros) de la entrada del parque. Se trata de un asentamiento neohitita. En el parque, la vegetación es mediterránea, con pino de Chipre, roble y encina, así como cornicabra y zumaque.[6]
- Parque nacional Soğuksu, 11,9 km² (kilómetros cuadrados), 40°27′14.87″N 32°37′20.34″E, centro norte de Anatolia, provincia de Ankara, a 80 km (kilómetros) al norte de Ankara. Una zona de valles agrestes y llanos en las zonas centrales cubierta de denso bosque, entre 1030 y 1800 m s. n. m. (metros sobre el nivel del mar), formada por rocas volcánicas, con numerosos manantiales y fuentes termales. En el norte del parque, hay árboles petrificados. La vegetación está dominada por pino silvestre, alerces y abetos, así como robles, alisos, álamos, arces, robinias, etc. Hay unas 160 especies de aves, entre ellas el buitre negro, y entre los mamíferos hay ciervos, corzos, y posiblemente haya osos, lobos, chacales, etc.[7][8]
- Parque nacional Kuşcenneti, 162 km² (kilómetros cuadrados), cerca del mar de Mármara, en el noroeste de Turquía, en la orilla nororiental del lago Manyas, en la boca del río Sığırcık (estornino en turco). Este lago comprende también la reserva natural del Kuş Cenneti (paraíso de los pájaros en turco), de 64 ha (hectáreas), desde 1938 y es sitio Ramsar (204 km²) desde 1994.[9] con unas 270 especies de aves documentadas, entre ellas malvasías (Oxyura leucocephala), espátulas (Platalea leucorodia), flamencos (Phoenicopterus roseus), más poblaciones de cría del vulnerable pelícanos ceñudos (Pelecanus crispus).[10]
- Parque nacional Ulu Dag. Es una montaña en la provincia de Bursa, de 2543 m (metros) de altura. Un teleférico asciende hasta la parte alta desde la localidad de Bursa, con paradas a 1200 y 1630 m. la vegetación es de maquis en las zonas bajas, y bosque de hayas y abetos en niveles más altos. Es un refugio para aves como el quebrantahuesos y otros buitres, así como el acentor alpino, roqueros y chovas. En el denso bosque ade abetos hay agateador común, piquituerto común, mochuelo boreal y pico dorsiblanco.
- Parque nacional Yedigöller

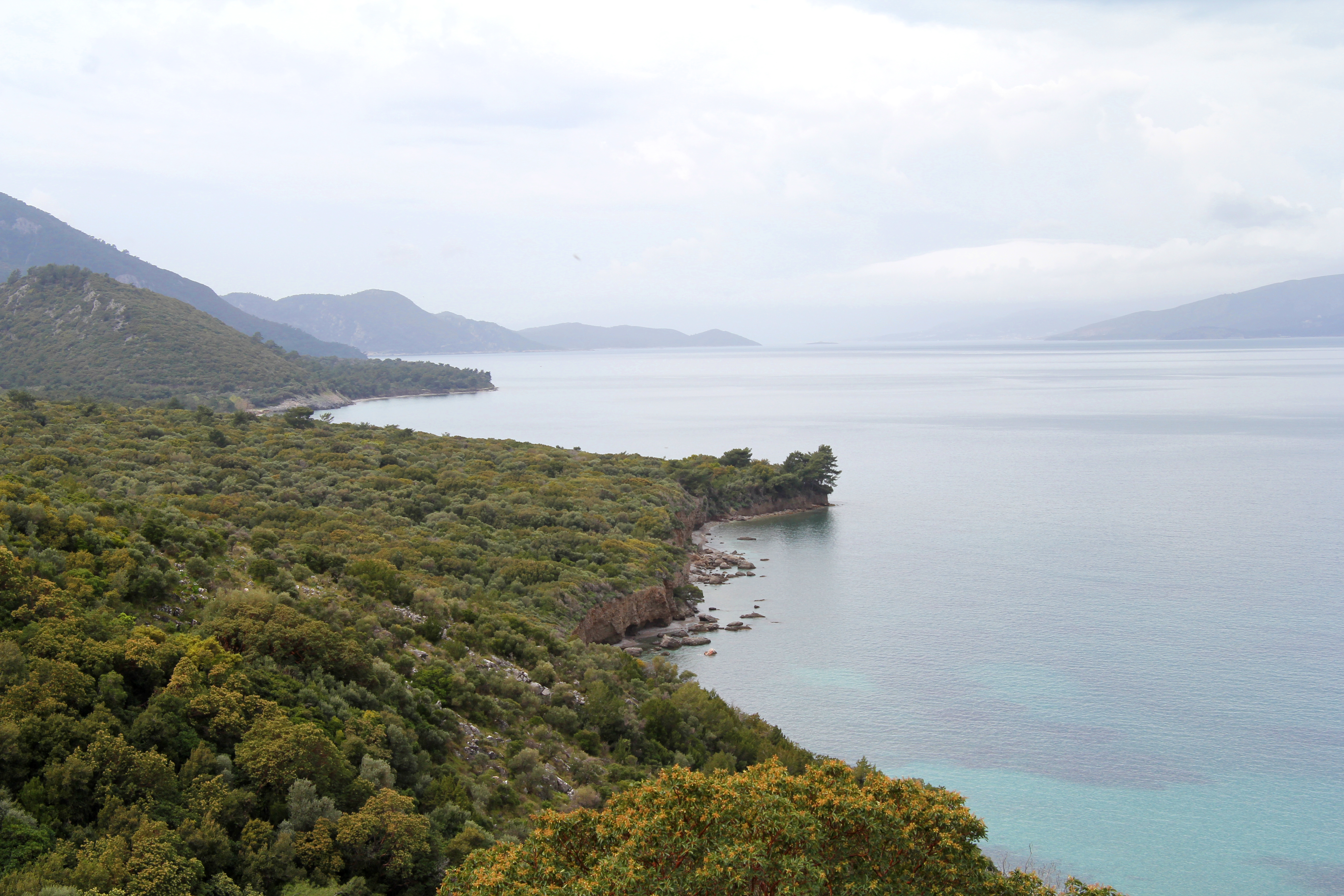
Vista costera del Parque nacional de la península de Dilak.

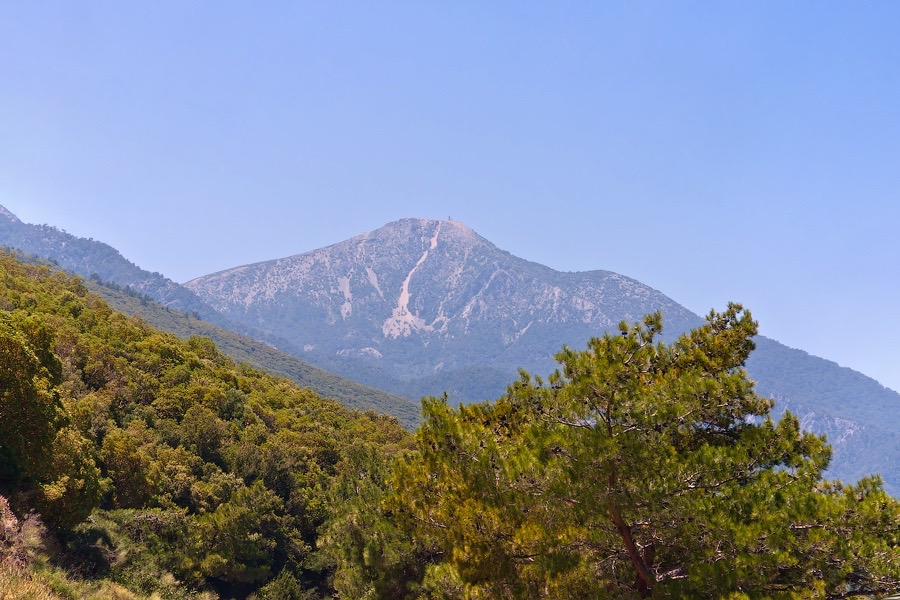
Monte Mycale en el Parque nacional del monte Mycale y la península de Dilek.

- Parque nacional de la península de Dilek y delta del Büyük Menderes, 276 km² (kilómetros cuadrados), en la costa occidental de Turquía, provincia de Aydin. Ocupa todo el contorno de la península de Dilek y el amplio delta del río Büyük Menderes, cerca de la ciudad jónica de Mileto y la localidad de Güzelçamlı. Está entre los parques con mayor diversidad de Turquía, con cientos de especies de aves, mamíferos, plantas y vida marina. Está separado de la isla griega de Samos por el pequeño estrecho de Mícala. La península ocupa unos 110 km² del parque; está dominada por el monte Mycale, de 1237 m (metros), donde hay numerosas cavernas, cañones y valles. En uno de sus flancos se halla la ciudad griega de Priene. Destaca la cueva de Zeus. Por su parte, el delta ocupa 166 km², al norte de la península, y alberga numerosas aves acuáticas. El clima es suave con una media anual de 18 °C (grados Celsius), mínimas de 8 °C en invierno y máximas de 27 °C en verano, y las precipitacones oscilan entre 900 y 1500 mm (milímetros). Es sitio Ramsar. La vegetación es de maquis mediterráneo, con sabina negra, Pyrus elaeagrifolia (peral sailvestre), pino de Chipre y Rhus coriaria, una especie de zumaque. Entre la fauna hay jabalíes, chacal común, lince boreal, hiena rayada y caracal. En la costa hay cormorán pigmeo, garceta común, cernícalo primilla, chorlitejo patinegro, pigargo europeo y pelícano ceñudo.

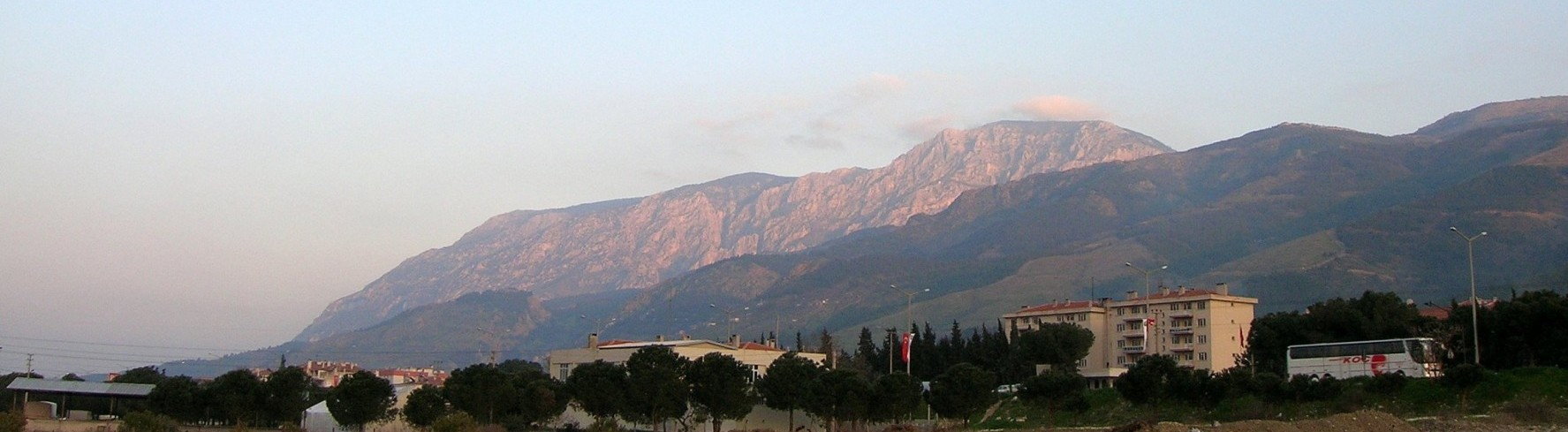
Monte Sípilo desde Manisa.

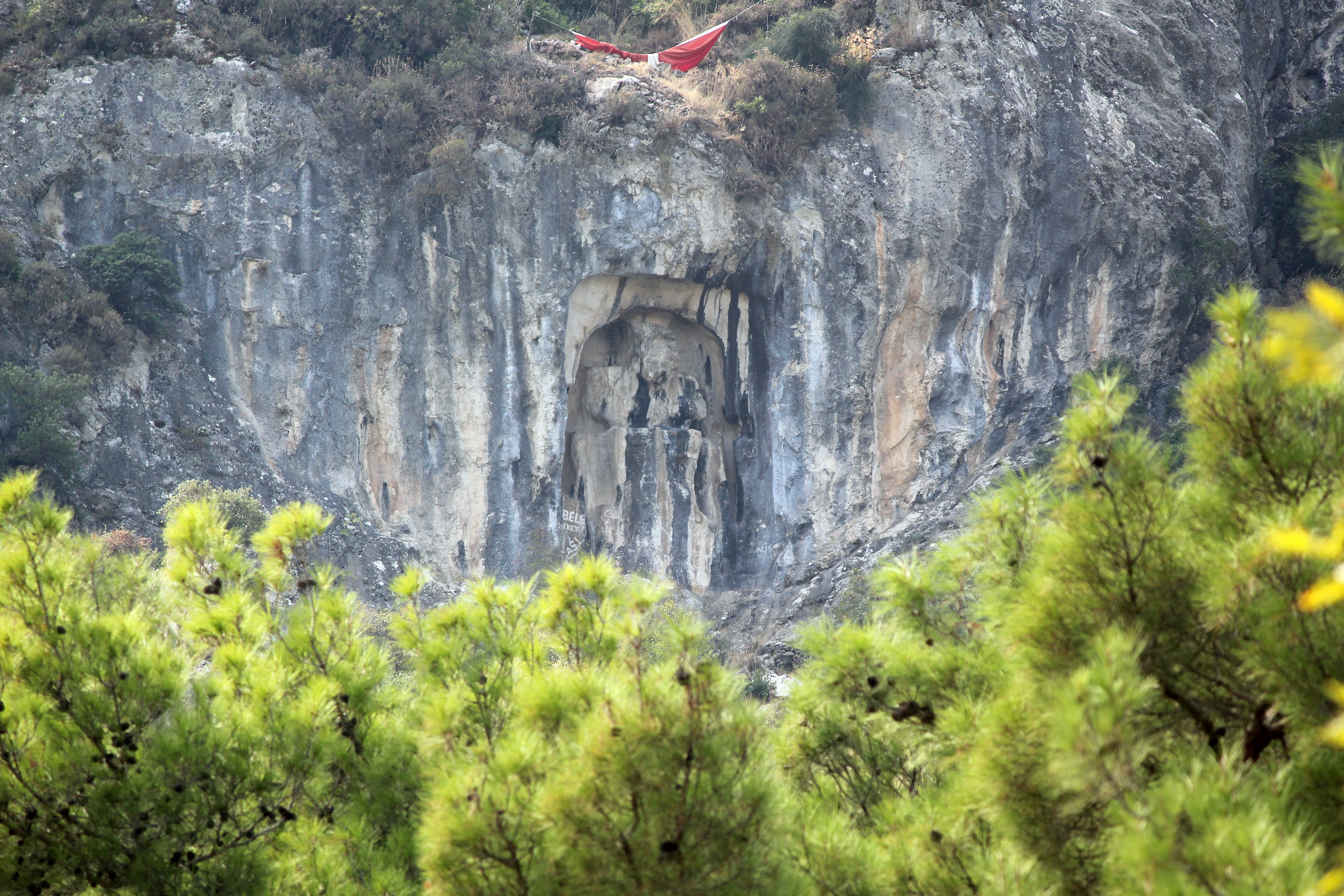
Relieve de Manisa en el Parque nacional de Sípilo.

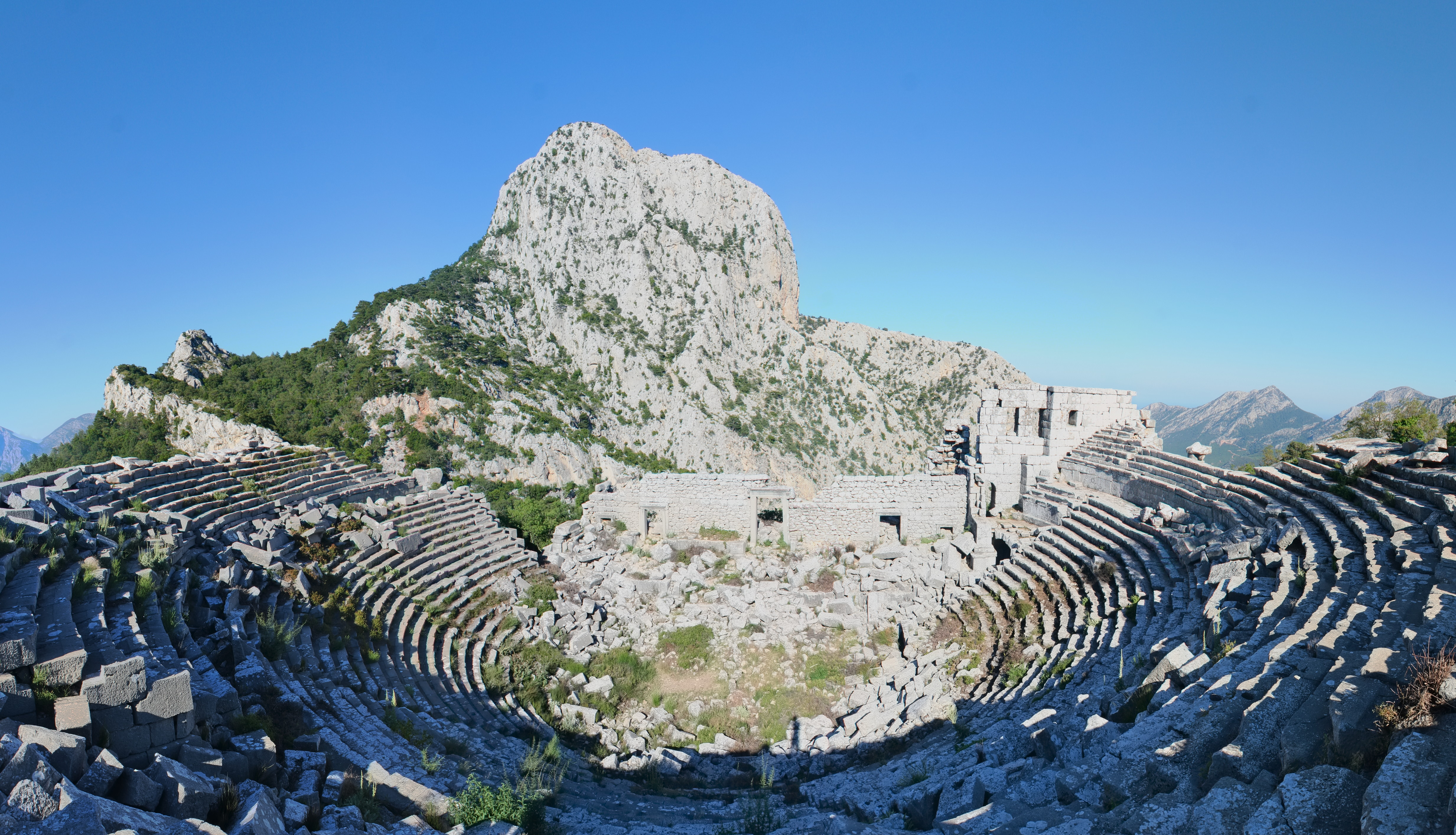
Teatro de Termeso frente a la montaña de Gulluk, en el Parque nacional de Gulluk-Termeso.

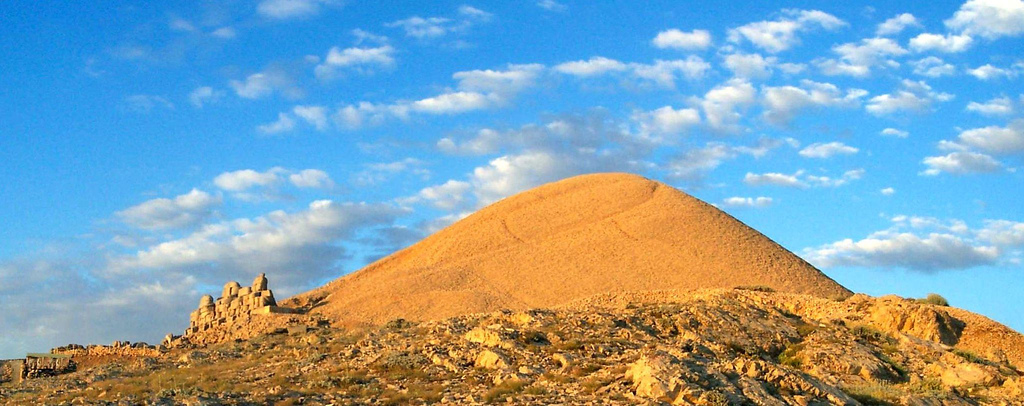
Monte Nemrut

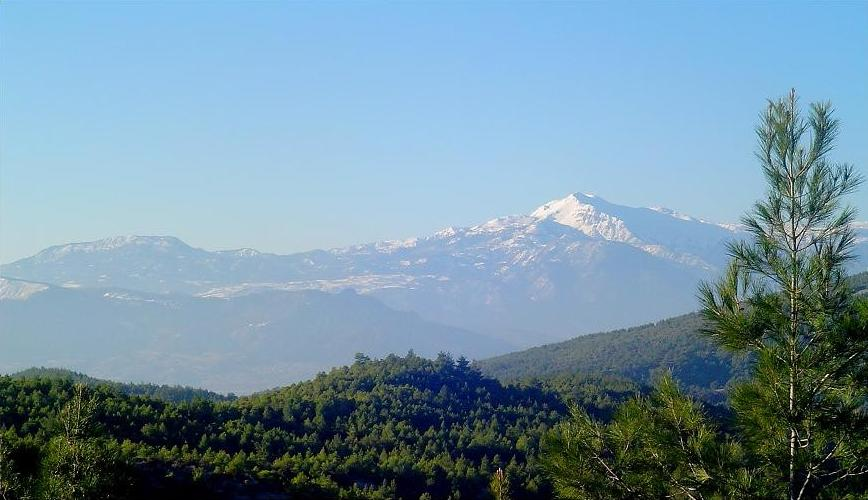
Monte Honaz

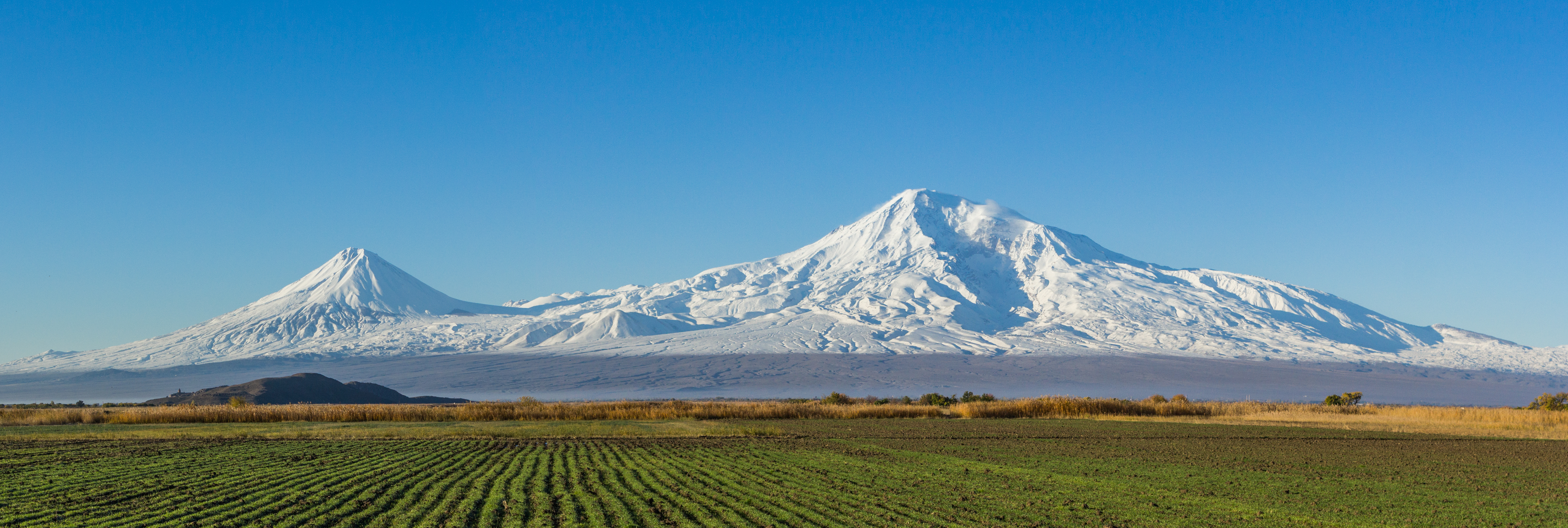
Monte Ararat visto desde Armenia

- Parque nacional del monte Sípilo, 68 km² (kilómetros cuadrados). En el monte Sípilo, de 1513 m (metros), cerca de la ciudad de Manisa y del monte Yamanlar, por encima del golfo de Esmirna, al oeste de Turquía. Es un volcán extinguido con un lago de cráter en la cima. En el monte hay una estatua hitita de Cibeles, ya que era lugar predilecto de la diosa, conocido como Relieve de Manisa o de Cibeles, en un nicho de granito de 100–120 m de altura. También se encuentra la llamasa Roca llorona, asociada a Niobe, hija de Tántalo. Hay unas 100 plantas endémicas, entre ellas el tulipán Tulipa orphanidea.[11][12]
- Parque nacional Kızıldağ, 551 km² (kilómetros cuadrados), en la provincia de Isparta, en el sur de Turquía. Es conocido como el parque nacional de los cedros azules, en una estribación de los montes Tauro. Se halla junto a la orilla occidental del lago de Beyşehir, de 650 km² y al norte del monte Dedegol Tepesi, de 2980 m (metros).[13] El lago es el mayor de agua dulce de Turquía, a 75 km (kilómetros) al oeste de Konya, con una profundidad máxima de 10 m y un nivel que fluctúa entre 600 y 730 km².[14] Entre las especies endémicas, Quercus vulcanica y Abies cilicica. Entre los árboles comunes, cedro del Líbano, pino negro (Pinus nigra Arnold. subsp. pallasiana) y Quercus coccifera. El lago se encuentra a 1123 m s. n. m. (metros sobre el nivel del mar) y en el parque hay varias montañas de más de 2000 m, con una precipitación de poco más de 600 mm (milímetros) anuales.[15]

- Parque nacional del monte Güllük-Termeso, 67 km² (kilómetros cuadrados). Toma el nombre del monte Güllük, en la provincia de Antalya, al sur de Turquía, y de la antigua ciudad Termeso, de la región de Asia Menor de Pisidia, a unos 1050 m s. n. m. (metros sobre el nivel del mar) y 35 km (kilómetros) al noroeste de Antalya. Es una de las ciudades mejor preservadas, en los montes Tauro. Su época dorada se dio durante el Imperio romano. Además de las leyendas antiguas se caracteriza por las escarpadas rocas de la montaña y el cañón de Mecine, de 600 m (metros) de pared. Hay cabra montesa, gamos y águilas reales.[16]

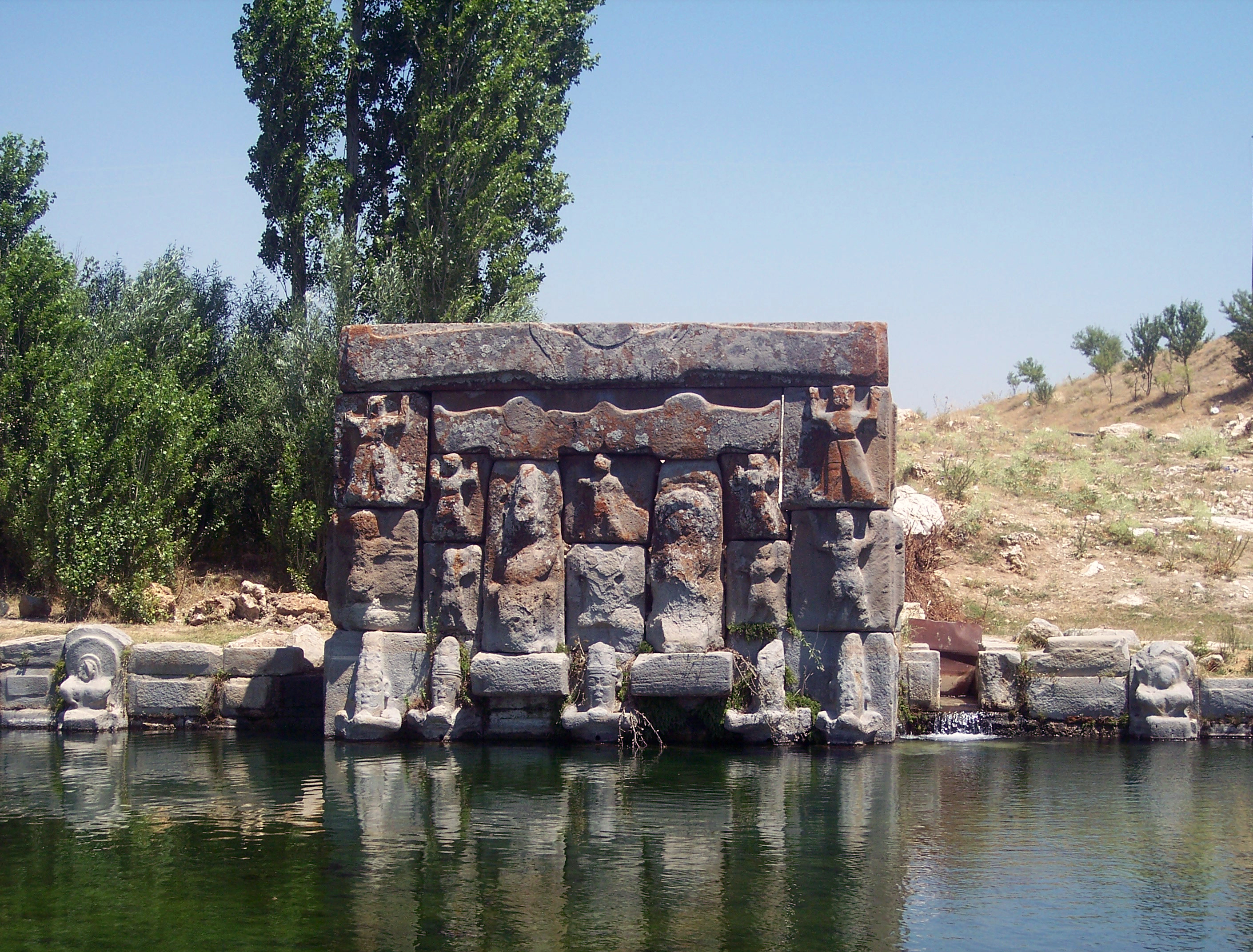
El Eflatun Pınar, monumento hitita en el Parque nacional del lago Beyşehir.

- Parque nacional del lago Kovada, 65 km² (kilómetros cuadrados), en la provincia de Isparta, en el sudoeste de Turquía. El lago, de 9 km (kilómetros) de anchura y una profundidad media de 6–7 m (metros), se encuentra en un terreno kárstico, a 900 m s. n. m. (metros sobre el nivel del mar), 25 km al sur del lago de Eğirdir. Se encuentra en el lado inferior del triángulo formado por los lagos Burdur-Egirdir-Beysehir. Es importante para la observación de aves. Hay gansos, garzas y patos, entre otros, y en el lago, carpas, percas, ánguilas y langostas.[17]

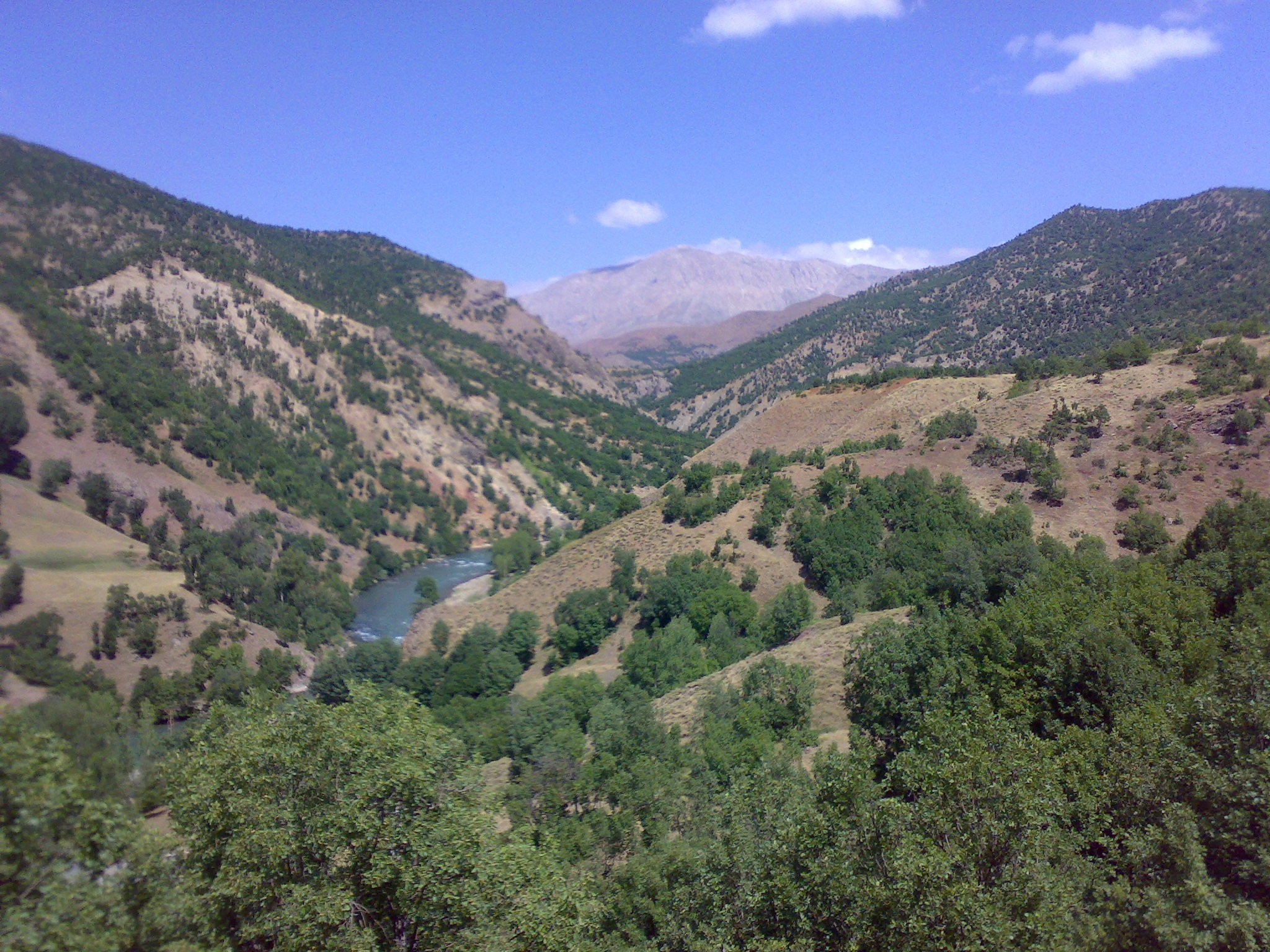
Parque nacional del valle del Munzur

- Parque nacional del valle del Munzur, 420 km² (kilómetros cuadrados). Es el más grande de Turquía, en el valle del Munzur, en la cadena montañosa del mismo nombre, al este del país, en la provincia de Tunceli. Forma parte de la ecorregión montañosa de Anatolia oriental, a 8 km (kilómetros) al noroeste de la ciudad ee Tunceli. El parque está dividido por los ríos Mercan y Munzur, y la roca es sedimentaria, volcánica y metamórfica. Hay manantiales termales y diversas cuevas poco exploradas, así como lagos glaciares a partir de 1600 m (metros) en el valle Mercan, gargantas y cascadas. Los montes Munzur alcanzan los 3300 m. En el bosque mixto hay olmo, fresno, plátano, haya, roble, álamo, sauce, roble, arce, aliso y abedul, así como manzano silvestre, peral silvestre, nogal, avellano y cedro. En los ríos hay trucas, y entre los mamíferos, cabra, cabra bezoar, rebeco, el roedor endémico Dryomys laniger, marta, oso pardo, lobo, zorro, lince, nutria, ardilla, liebre, etc. Entre las aves, águila, buitre, halcón, búho real, perdigallo, cigüeña negra, buitre leonado, alimoche común, águila culebrera, águila real, busardo moro, águila calzada, águila imperial, acentor alpino, etc. El río Munzur es afluente del Éufrates por la izquierda. Después de Tunceli, al sur del parque, se encuentra el embalse de Uzunçayır, en el valle del Munzur, de 13 km² y una producción de 84 MW.[18] Más al sur, se encuentra la presa de Keban, en el río Éufrates, que ha dado lugar al inmenso embalse de Keban, de 675 km² de superficie.

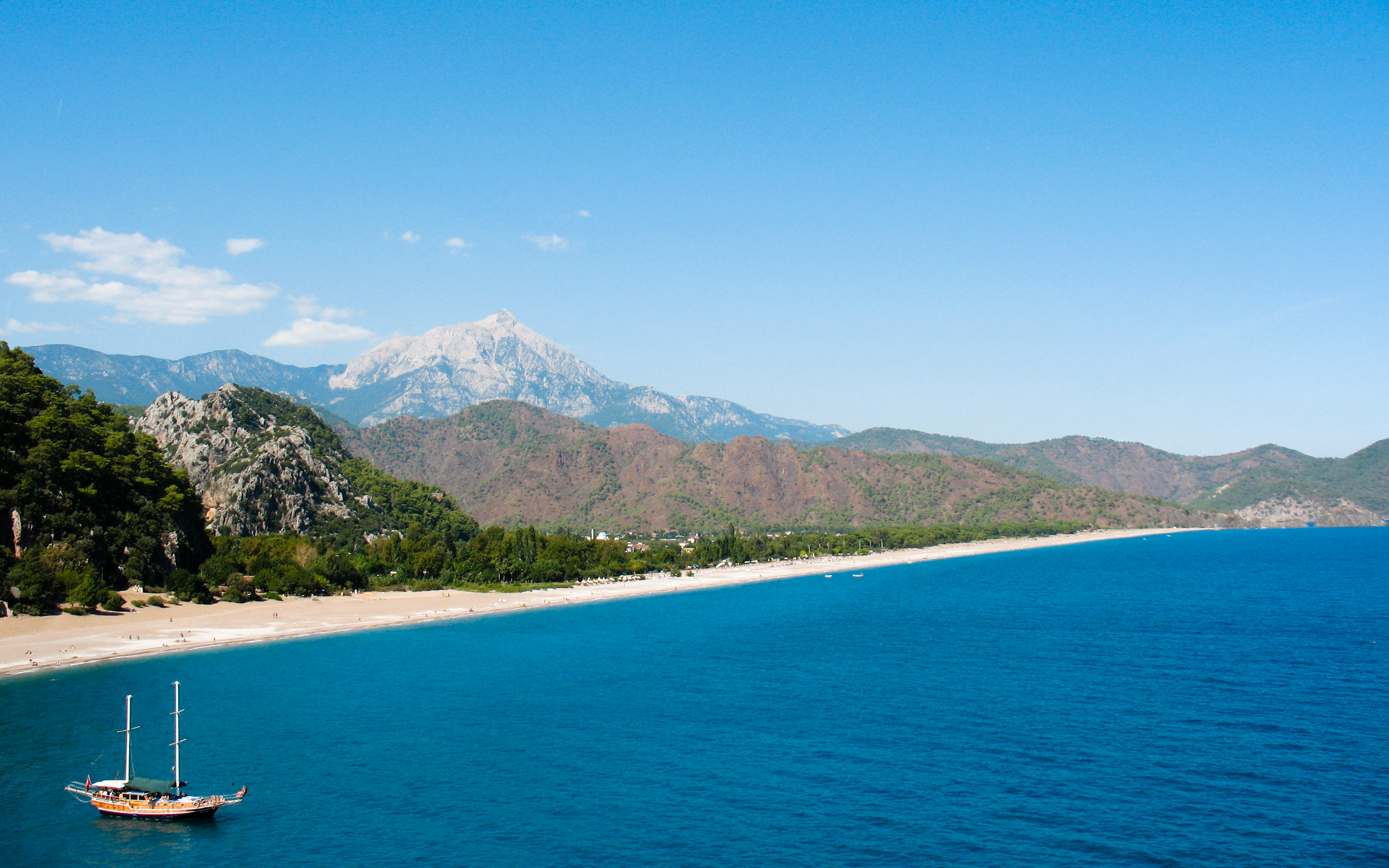
Vista del monte Olympos (Tahtalı Dağı) desde la costa de Antalya en el Parque nacional costero Beydağları

- Parque nacional costero Beydağları o del monte Olympo, 344 km² (kilómetros cuadrados), en el sudoeste, en la provincia de Antalya, a 30 km (kilómetros) al nordeste de Finike, en la costa entre Kemer y Kumluca, desde el cabo Gelidonya hasta el monte Tahtalı Dağı o monte Olympos, de 2366 m (metros). En la zona se incluyen los antiguos asentamientos de Olympos, Fasélide e Idyros, en las antiguas regiones de Lycia y Pamphylia. En sus laderas se encuentra el yacimiento de gas de Yanartaş, donde las fugas de metano mantienen un fuego permanente. Desde 2006, hay un funicular aéreo que asciende al monte Olympos. En la costa hay pino de Chipre, en las alturas hay pino negro y hacia mil metros de altitud hay cedros. Entre los animales, cabra montesa, águila imperial, caracal y lobo, además de 72 especies de aves y 3 de mariposas endémicas.[19]

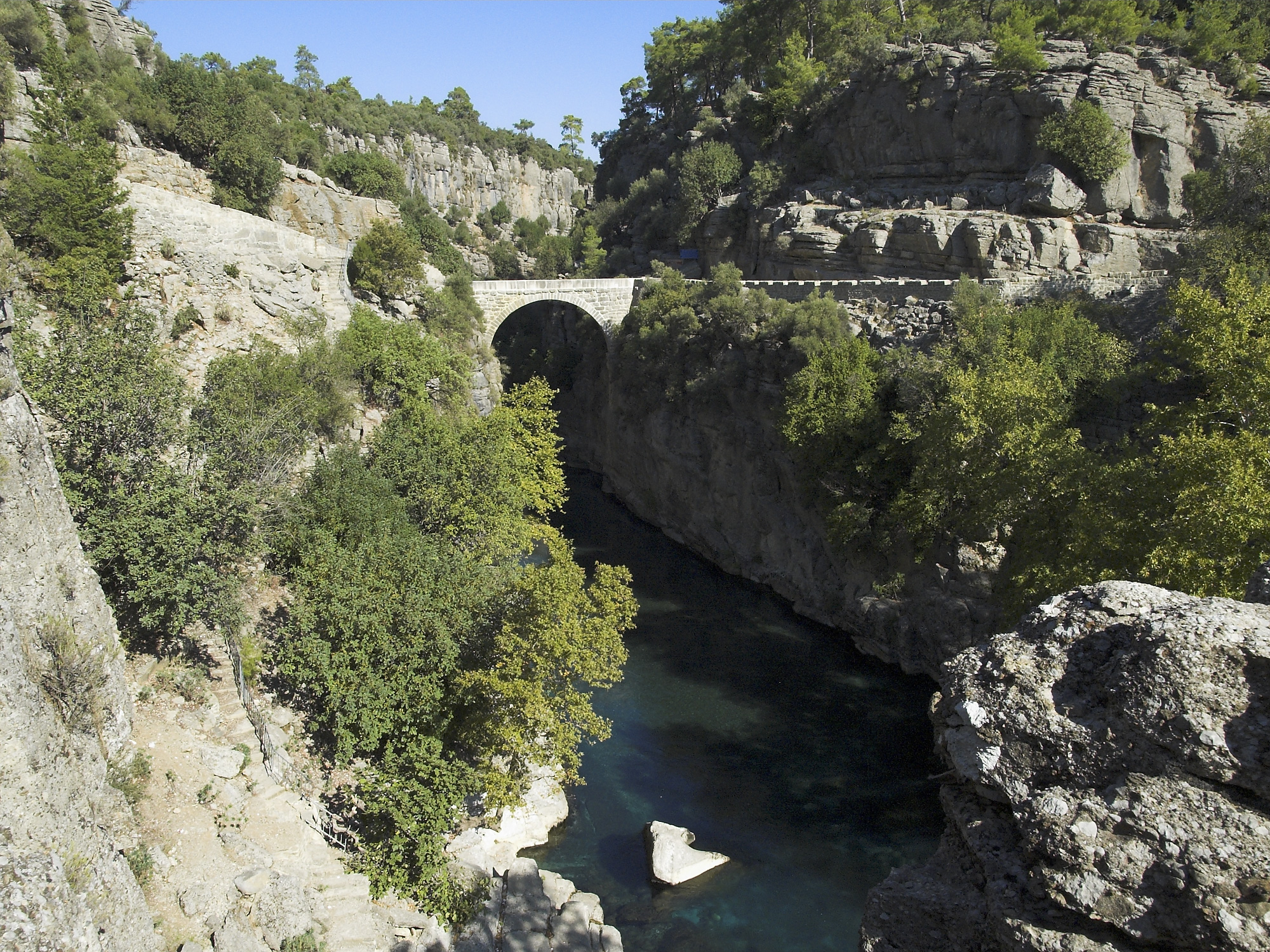
Puente de Euridemon, Oluk en turco, en el Parque nacional del cañón de Koprulu

- Parque nacional del cañón Köprülü, 360 km² (kilómetros cuadrados), en la provincia de Antalya, en el sur de Turquía, en los montes Tauro. Es un cañón de unos 14 km (kilómetros) de longitud y un máximo de 400 m (metros) de profundidad en el fértil valle del río Kopru. Destacan los puentes romanos de Oluk o Eurimedonte, de 27 m de altura, en el río Kopru y Bugrum en su afluente Kocadere. Oluk es del siglo II. Entre los árboles, pino silvestre y negro, cedro, abeto, roble y diversas especies de olivo. Aquí se halla también el mayor bosque de cipreses de Asia Menor. La antigua ciudad de Selge se encuentra dentro del parque. El rafting se inicia en el puente de Oluk o las localidades de Beskonak o Sutçuler. La altitud en el parque oscila entre 150 y 1505 m en el monte Borburun, pero en los montes Tauro, donde nace el río, alcanza 2992 m.[20]
- Parque nacional del monte Ilgaz, 742 ha (hectáreas), en el norte entre las provincias de Kastamonu y Çankırı, al oeste de la región del Mar Negro. Es la zona de transición entre el centro y el norte de Anatolia, formada por serpentinita, esquistos y rocas volcánicas. El sur del monte Ilgaz está atravesado por la falla del Norte de Anatolia, que forma la frontera entre la Placa euroasiática y la Placa de Anatolia. El monte Ilgaz es en realidad una cadena bordeada al norte por el río Gökırmak y al sur por el río Devrez, que sigue la falla hasta el río Kizilirmak, del que ambos son afluentes. La montaña más alta es el pico Büyükhacettepe, de 3587 m (metros), seguido del Küçükhacettepe, de 2546 m (8353 ft), el Çeþtepe, de 2394 m (7854 ft) y el Karataş de 2380 m. La cadena tiene unos 23 km (kilómetros) en dirección este-oeste. Las lluvias apenas llegan a los 500 mm (milímetros) anuales, con máximos en mayo y junio, pero el clima fresco debido a la altitud mantiene bosques en más del 80 % del territorio, con roble de Turquía, pino negro, pino de Chipre, pino silvestre y abeto. En torno a mil metros hay carpe y haya. Entre la fauna hay ciervos, osos, lobos, jabalíes, zorros, linces, nutrias, etc. A 2850 m hay un centro de esquí que funciona entre diciembre y abril.[21]

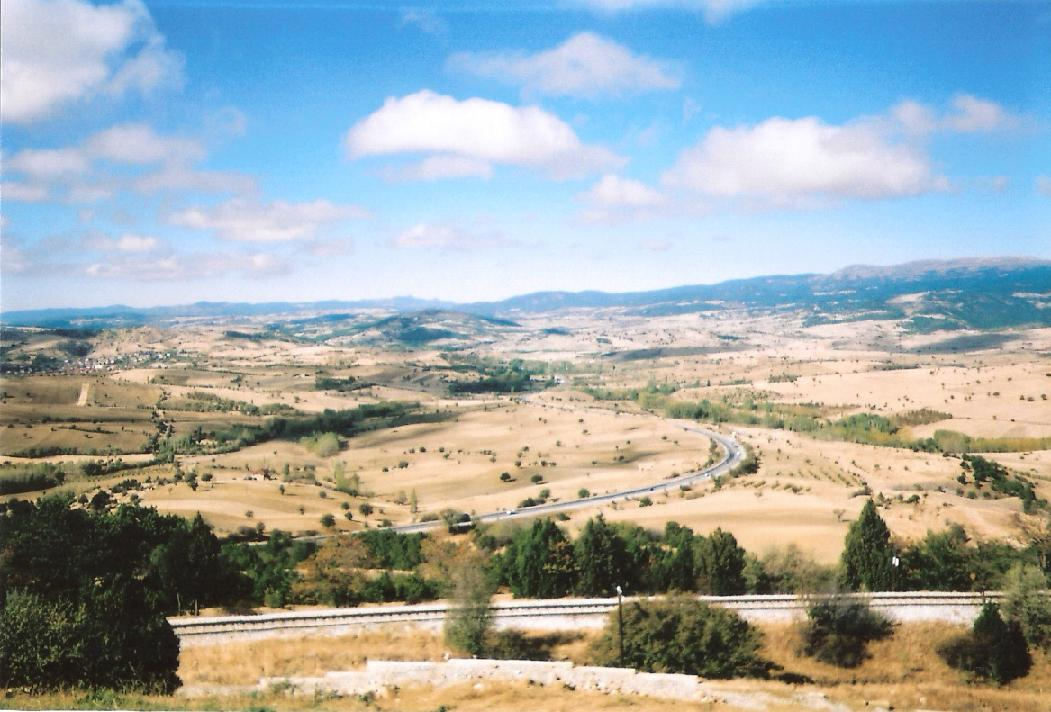
Zona de la batalla de Dumlupinar en el Parque nacional histórico del Comandante en jefe, Mustafa Kemal.

- Parque histórico nacional del Comandante en Jefe, 409 km² (kilómetros cuadrados). Este curioso nombre corresponde en turco a Parque nacional histórico de Başkomutan, testigo de una parte de la guerra de Independencia turca, donde tuvo lugar la batalla de Dumlupınar, en la provincia de Afyonkarahisar, centro-oeste de Turquía, y está lleno de monumentos conmemorativos. Hay numerosas tumbas de héroes de la guerra y monumentos en Kocatepe. La batalla se produjo durante la Guerra greco-turca (1919-1922). El clima del lugar es seco, poco más de 400 mm (milímetros) de lluvia anuales, con pocas lluvias en verano y calor.[22] hay unas 60 especies de plantas, de las que una veintena son endémicas. En la zona del parque hay lobos, zorros, puerco espín, liebre, etc. En la zona de Dumlupinar hay diversas pozas que atraeb aves acuáticas como el somormujo lavanco, pelícanos, grullas, garzas, etc.[23]
- Parque nacional de la antigua Göreme, unos 100 km² (kilómetros cuadrados), 38°38′35″N 34°49′44″E, también conocido como Museo al aire libre de Goreme. Se encuentra 12 km (kilómetros) al este de Nevsehir (Nevşehir), y pertenece a la provincia del mismo nombre. Consiste en una serie de mesetas fuertemente recortadas por los elementos para dar lugar a empinadas colinas a modo de cerros testigo formadas por ceniza basáltica y toba fácilmente excavable. Los primeros monasterios excavados pertenecen al siglo IV.

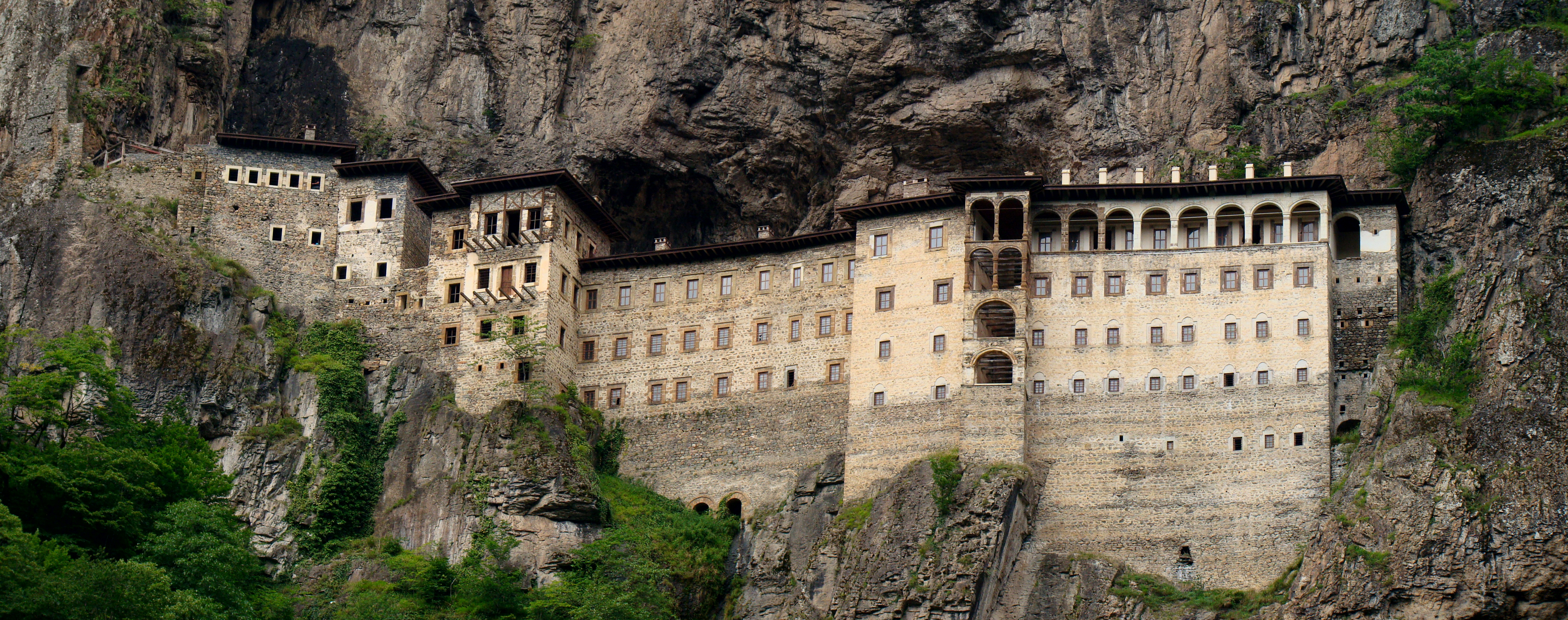
Monasterio de Sumela en el Parque nacional de Altindere

- Parque nacional de Altındere y el monasterio de Sumela, 44 km² (kilómetros cuadrados), en el nordeste de Turquía, distrito de Maçka, provincia de Trebisonda, región del mar Negro. El monasterio de Sumela, ortodoxo, es también conocido como Meryemana porque estaba dedicado a la Virgen María, en la ladera del monte Mela, frente al valle de Altindere. Se entra al parque a través de una escalera larga y empinada, se visitan la biblioteca, la cocina, las habitaciones de los huéspedes, las cisternas, los canales de agua y la balsa donde se recoge el agua bendita. En el bosque hay pino silvestre, pino negro, castaño, roble, tilo, sauce, etc. El monasterio, a 1200 m (metros), está en ruinas y solo es una atracción turística.[24]

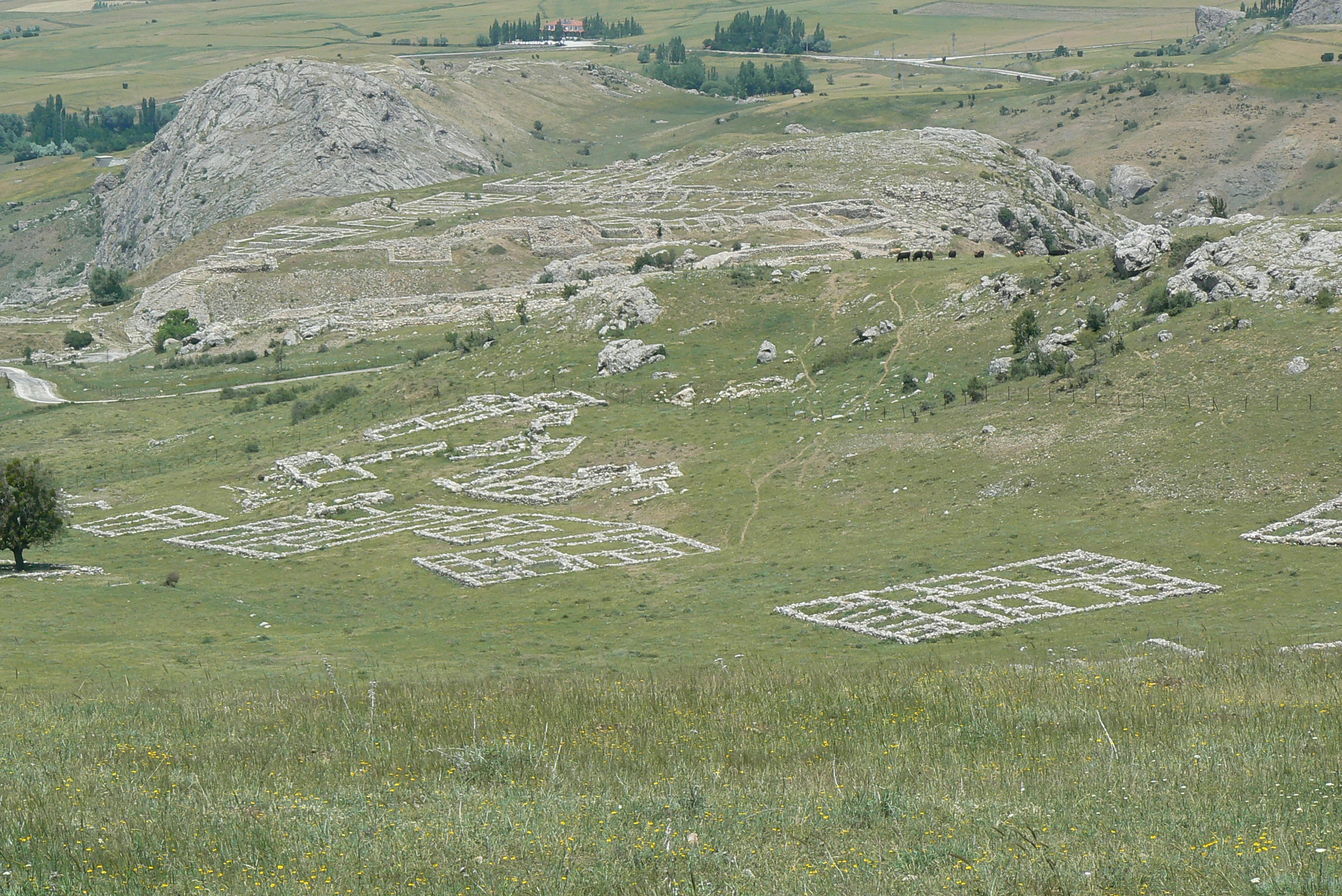
Ciudad alta de Hattusa en el Parque nacional Boğazköy-Alacahöyük

- Parque nacional Boğazköy-Alacahöyük, 26 km² (kilómetros cuadrados), en Anatolia central, cerca de Çorum, contiene el asentamiento de Hattusa, capital del antiguo Imperio hitita, junto al río Kizilirmak. Se han identfiicado hasta 31 templos y destaca la Puerta de los Leones. El parque incluye también el asentamiento de Yazılıkaya, a 2 km (kilómetros) de Hattusa. Ambos son patrimonio de la Humanidad.[25]

- Parque nacional del monte Nemrut, 138 km² (kilómetros cuadrados), es una montaña de 2150 m s. n. m. (metros sobre el nivel del mar) del sureste de Turquía, conocida por las estatuas pertenecientes a una tumba del siglo I a. C. que se encuentra en la cima. La montaña se encuentra a 40 km (kilómetros) al norte de Kahta, cerca de Adıyaman. Es patrimonio de la humanidad.[26]

- Parque nacional del lago Beyşehir, 887 km² (kilómetros cuadrados), en el sudoeste de la provincia de Konya. El lago es una de las zonas húmedas más importantes para las aves de Turquía, y está amenazado por la contaminación de las zonas habitadas de los alrededores. Posee 33 islas pequeñas que albergan importantes colonias de aves acuáticas. Se halla a 94 km (kilómetros) de Konya y a 105 km de Isparta. Está alimentado por varias corrientes que proceden del monte Dedegol Tepesi (2980 m), por el oeste, los montes Sultan (1980 m) por el nordeste y el monte Erenler (2169 m) por el este.[27] Al noroeste y oeste del lago se encuentra el Parque nacional Kızıldağ. En los alrededores se encuentra la mezquita de Eşrefoğlu, el palacio de Kubadabad y el Eflatun Pınar, un manantial que surge de un monumento de piedra construido en época de los hititas.[28]
- Parque nacional Kazdağı, 209 km² (kilómetros cuadrados), distrito de Edremit, provincia de Balikesir. Sigue la costa de este a oeste en el margen septentrional del golfo de Edremit, en el extremo norte del mar Egeo. Las montañas Kaz o Kazdagi, llamasas Ida antiguamente, separan el Egeo de las regiones del Mármara y su punto más alto es la península de Biga, con 1174 m (metros). En los valles hay una rica comunidad de flora y fauna. El monte Ida era la montaña de la diosa madre Cibeles. Aquí fue donde se decidió abandonar a Paris y donde este pronunció su juramento (Juicio de Paris), que acabó en la Guerra de Troya, que tuvo lugar en la ciudad de Troya, a unos 35 km (kilómetros) al norte del monte Ida. Aquí también tuvo lugar el mito de Sarikiz.[29]
- Parque nacional de las cuevas Altınbeşik, 11,5 km² (kilómetros cuadrados). En la ladera occidental del monte Manavgat, a 7 km (kilómetros) del distrito de Ibradi, provincia de Antalya, en los montes Tauro. Está formado por numerosas cuevas y lagos a diferentes altitudes que forman cascadas. La cueva de Altinbesik, con tres niveles, se visita desde la surgencia en bote, hasta una barrera de travertino de 44 m (metros) de altura. El primer lago de la cueva tiene 125 m de largo y 9 m de profundidad, rodeado de estalactitas. El portal de entrada tiene 40 m de ancho y 40 m de alto. El punto más alto de la cueva Altinbesik tiene 101 m de altura. En los bosques de la zona hay espino albar, pino de Chipre, sabina, cornicabra, Quercus coccifera, Phillyrea latifolia, madroño oriental, adelfa, plátano oriental, etc.[30]
- Parque nacional del valle del Hatila, 169 km² (kilómetros cuadrados), en el extremo oriental de las montañas Kaçkar, en el nordeste de Turquía, cerca del mar Negro. El río Hatila, de clima mediterráneo, es un afluente del río Çoruh. El valle, en forma de V, posee numerosas cascadas, está formado por materiales volcánicos. En la parte inferior hace calor y es seco, pero la parte alta es fría y húmeda. Las vertientes están cubiertas de bosques, sobre todo desde la parte media, con roble albar, castaño, carpe oriental, carpe blanco, aliso negro, haya oriental, pícea de Asia Menor, abeto del Cáucaso y pino silvestre. Hay lobo, zorro, lince, leopardo, oso, cabra salvaje, ciervo, jabalí y liebre, entre otros. Está considerado unos de los 50 mejores sitios del mundo para las flores silvestres.[31][32]
- Parque nacional Karagöl-Sahara, 32,5 km² (kilómetros cuadrados), en el extremo nordeste de Turquía, en el distrito de Şavşat, en la provincia de Artvin, región del Mar Negro. Está dividido en dos partes, Karagöl, a 45 km (kilómetros) de Şavşat, una zona boscosa, con lagos y manantiales, y la meseta de Sahara, a 17 km de esta población, una zona relativamente llana a 1700–1800 m (metros) de altura, esteparia, cuyas vertientes están cubiertas de piceas y abetos. Karagöl significa lago negro en turco e induce a confusión, pues hay diversos lugares en Turquía con ese nombre: una cadena montañosa en el centro-norte, un lago en el oeste del país, etc.

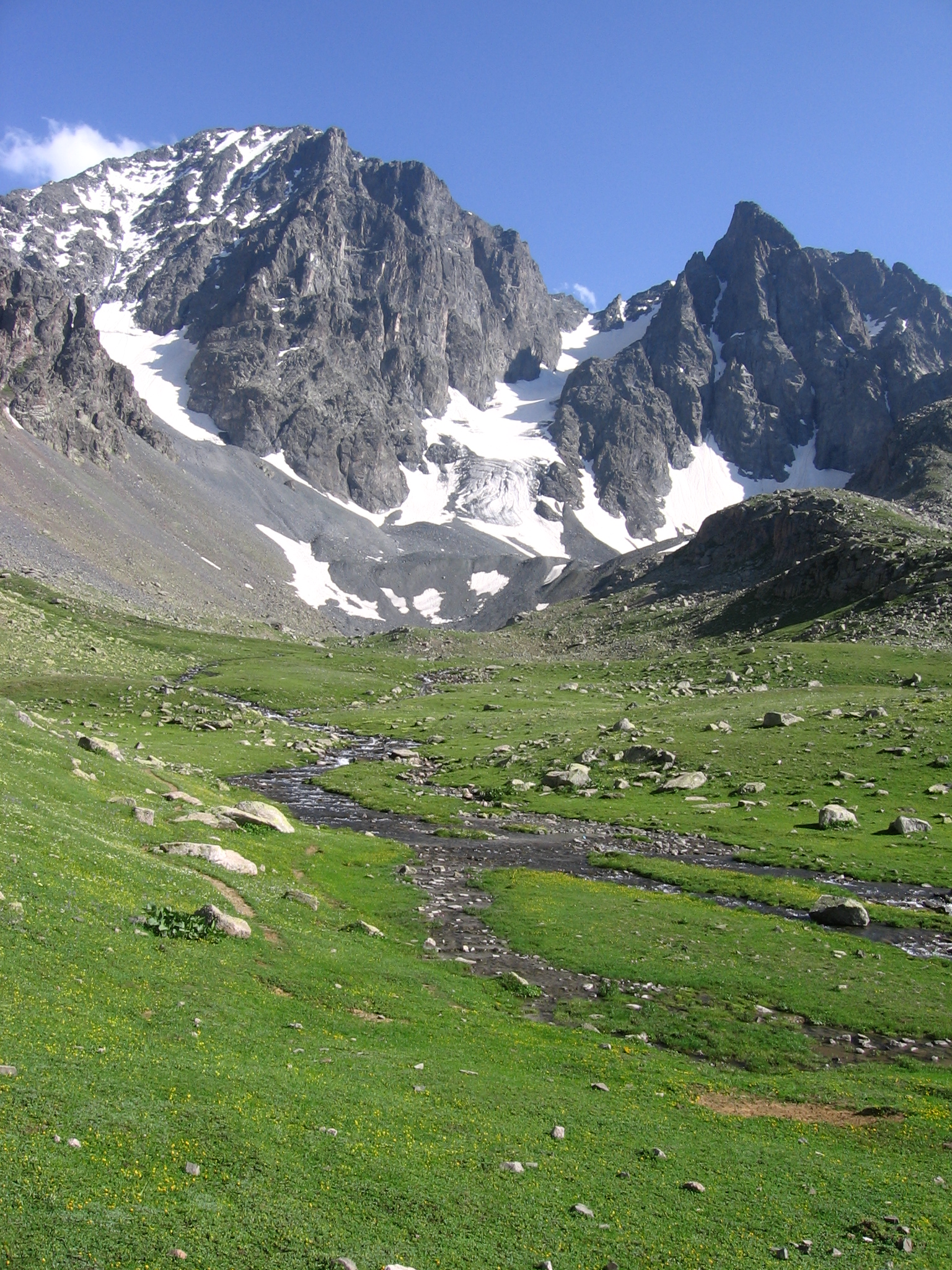
Monte Kackar, en el Parque nacional de las montañas Kackar.

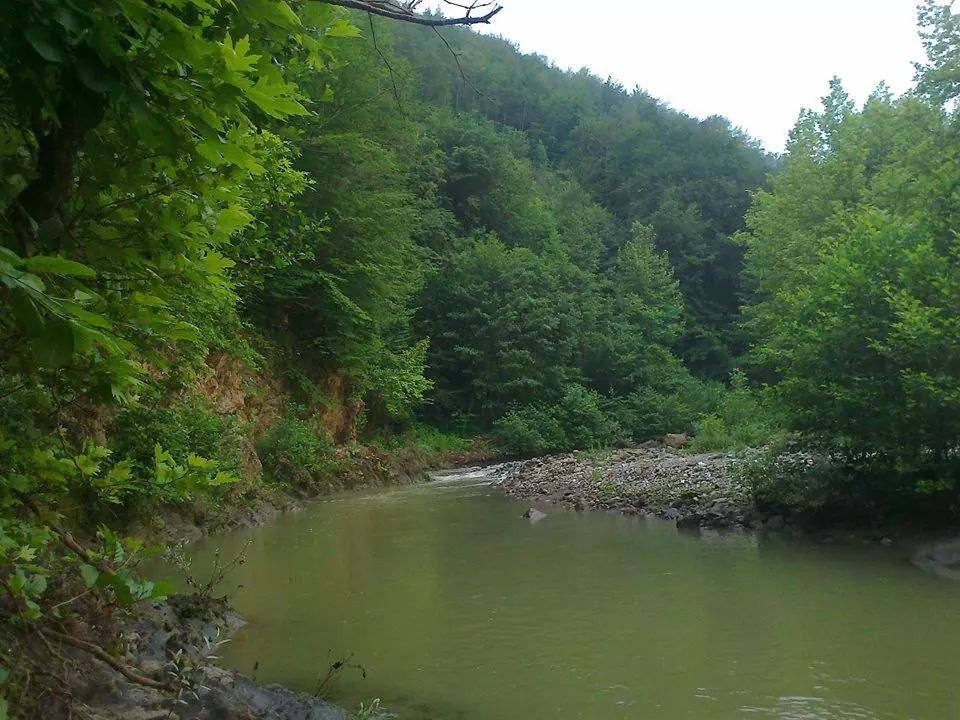
Bosque cerca de Güllüce en las montañas Küre.

- Parque nacional de las montañas Kaçkar, 529 km² (kilómetros cuadrados), también conocidas como montañas Lazistan, en el este de Turquía, costa del mar Negro. El pico más alto, el Kackar, tiene 3931 m (metros), el punto más alto de los montes Pónticos. Hay numerosos lagos de alta montaña y algunos glaciares. Aquí se encuentra el bosque más húmedo de Turquía y en las zonas altas, prados alpinos. Al oeste se encuentra el río Firtina y al este el río Hemsin. Hay chacales, ciervos, jabalíes, etc. En la parte inferior desde el mar hasta los 1000 m, el ecosistema está formado por el bosque de frondosas del Ponto Euxino y la Cólquide, que en la zona oriental donde se halla el parque nacional corresponde a la subregión del bosque mixto de la Cólquide, con precipitaciones entre 1500 y 2500 mm (milímetros) anuales, dominado por el aliso, el haya, el castaño, y una mezcla de coníferas como la pícea oriental (Picea orientalis), el pino albar (Pinus sylvestris) y el abeto del Cáucaso (Abies nordmanniana), que se hace dominante a partir de los mil metros. A partir de 2000 m hay alisos y rododendros.[33]

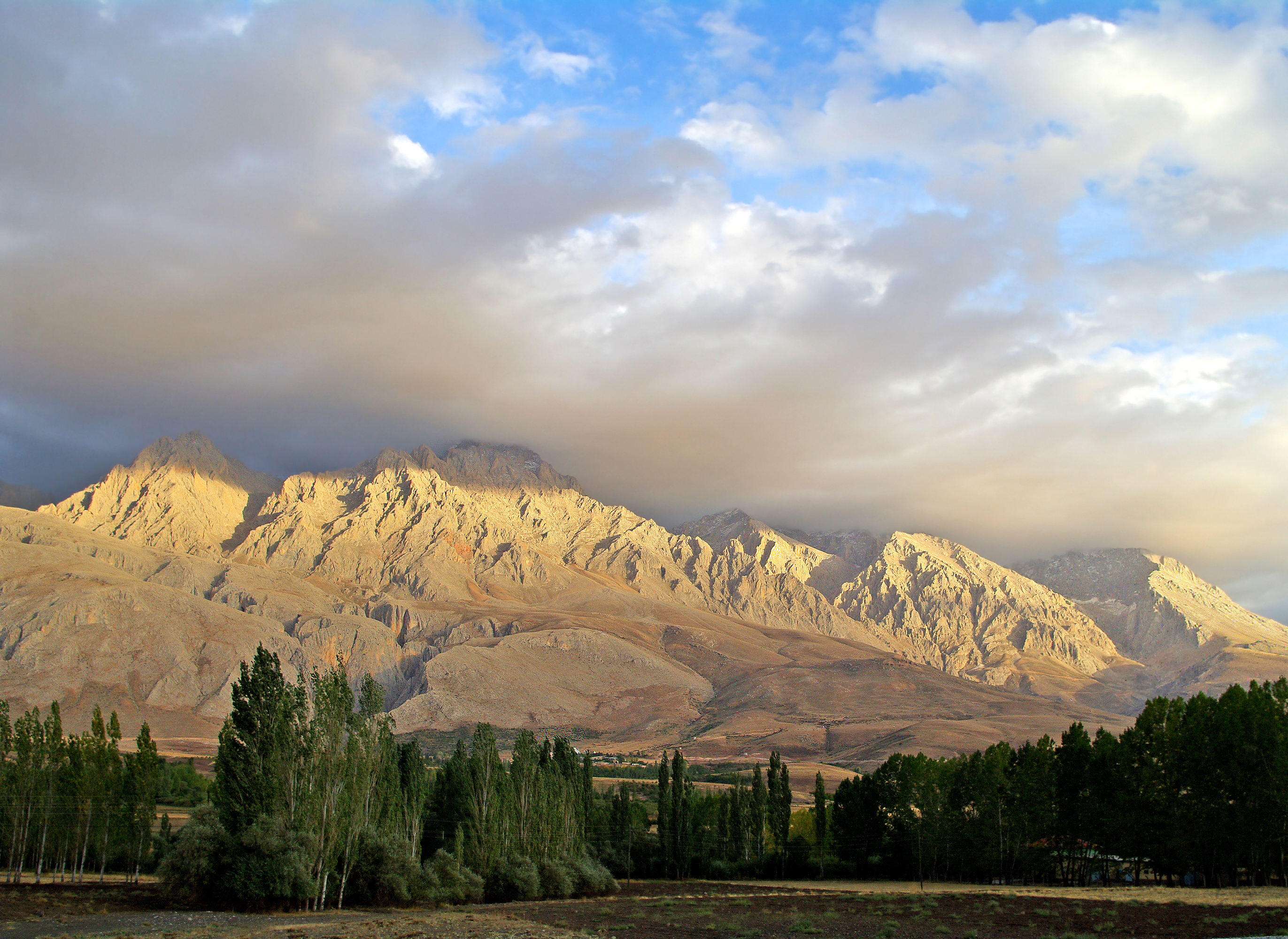
Montañas Aladağlar

- Parque nacional Aladağlar, 550 km² (kilómetros cuadrados). Se halla en las montañas Aladağlar, una sierra del anti-Taurus y las más altas de los montes Tauro centrales. CUbre cuatro regiones: Demirkazik, Yedigoller, Kaldi y Torasanlar. La altitud más baja es de 620 m (metros) y las más altas se hallan en los picos Demirkazik, de 3756 m; Kizilkaya, de 3771 m; Kaldi, de 3688 m, y Vayvay, de 3565 m. Destaca la cascada Kapuzbaşı, en el límite del parque. Hay bosques de pino silvestre, pino negro y abetos. Entre los animales, el íbice, el jabalí, el lobo, el coyote, la cabra montesa, el oso, el lince, águilas y buitres.[34]

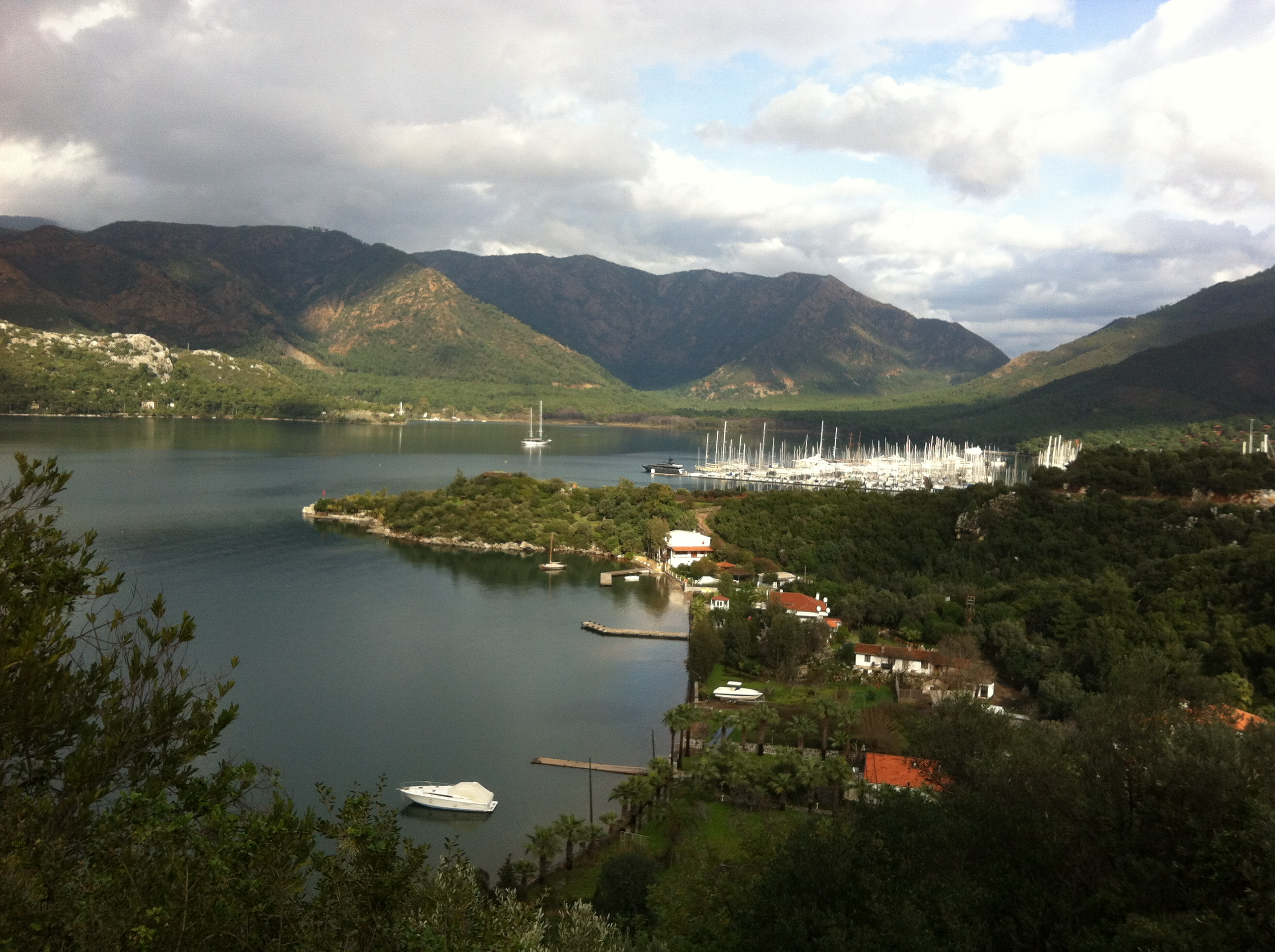
Isla o península de Nimara o del paraíso, en el Parque nacional de Marmaris.

- Parque nacional Marmaris, 292 km² (kilómetros cuadrados). En el sudoeste de Turquía, en la provincia de Muğla, a 6 km (kilómetros) del pueblo de Marmaris, en la costa mediterránea. En las laderas hay pino de Chipre y en los valles hay pino silvestre, plátano, roble y cipreses. También hay acebuche, laurel y otras especies mediterráneas. En la zona se encuentran las antiguas ciudades de Physkos (Marmaris) y Amos (Hisaronu), que forman parte de la región de Caria, que fue colonia de Rodas. En Amos todavía se encuentran un teatro, un templo y pedestales de esculturas que rodeaban la ciudad. Physkos, con restos de época helenística, era el puerto de Caria. Por encima de la bahía de Physkos hay un fuerte reconstruido de época de Alejandro Magno, del 334 a. C. En el parque se encuentra el área de protección especial de Gökova, una zona costera de gran atractivo ara los yates, donde hay pino silvestre y liquidámbar común, con bosques de gran valor en la vertiente de los montes Kiran al norte de Gokova. Otra área de protección especial es la península de Bozburun, con los asentamientos de Datça y Bozburun. Asimismo, hay varios humedales en la región considerados sitio Ramsar, una serie de plantas endémicas, como Onopordum caricum, que da nombre a la región, una serie de islas frente a la costa, como la de Nimara o del Paraíso, con una famosa cueva, y otros asentamientos antiguos de interés. En este lugar se encuentran el mar Egeo y el Mediterráneo.[35] Las lluvias son escasas en verano y abundantes en invierno.
- Parque nacional Saklıkent, 16,4 km² (kilómetros cuadrados), en el sudoeste de Turquía, provincia de Muğla. Es un cañón a unos 50 km (kilómetros) de Fethiye. Tiene 300 m (metros) de profundidad y unos 18 km de longitud. El cauce se inunda en primavera con el deshielo en los montes Tauros y solo son visitables para el gran público los primeros 4 km, a los que se accede por un puente suspendido. Su nombre significa ‘ciudad oculta’ o ‘valle oculto’. Hay unos 700 m de diferencia en altitud entre la entrada del cañón y la salida. La flora está formada por pino negro y cedro y se puede hacer rafting.[36]
- Parque nacional de la Antigua Troya

- Parque nacional del monte Honaz, en el sudoeste de Turquía (37°45′29″N 029°16′15″E), en la región del Egeo, en la provincia de Denizli. En la vertiente de la montaña, de 2528 m s. n. m. (metros sobre el nivel del mar) se halla la localidad de Honaz, antigua ciudad frigia de Colosas. La montaña está cubierta de bosques de pino negral y negro con Juniperus, sobre todo el norte, además hay unas 964 especies de plantas, 122 endémicas de Turquía. Hay cabras montesas.

- Parque nacional de las montañas Küre, 377 km² (kilómetros cuadrados), en el norte de Turquía, en los montes Kure, en las provincias de Provincia de Kastamonu y Bartin. Posee uno de los nueve bosques importantes por la biodiversidad de Turquía. Tiene unas 100 cuevas, cañones, cascadas, vida tradicional, con unos 120 pueblos, y arquitectura. El bosque se encuentra sobre una zona calcárea y está dominado por especies caducas y coníferas. Hay osos y ciervos. La cueva más conocida es la de Ilgarini,[37] de 850 m (metros) de profundidad, con restos arqueológicos.[38]
- Parque nacional de las montañas Sarıkamış-Allahuekber, 225 km² (kilómetros cuadrados), en el nordeste de Turquía, en los montes Allahuekber, entre las provincias de Erzurum y Kars. Tiene una altura media de 2300 m (metros). Aquí tuvo lugar la batalla de Sarıkamış, en la que murieron entre 60 000 y 90 000 soldados turcos durante la Primera Guerra Mundial contra el Imperio ruso, especialmente debido al intenso frío de las montañas. El río Kizilirmak atraviesa las montañas. Hasta 2100–2300 m de altitud hay bosques de pino silvestre y enebro.

- Parque nacional del monte Ararat, 880 km² (kilómetros cuadrados). En la provincia de Ağrı en la región de Anatolia Oriental. Incluye el punto más alto de Turquía, con 5137 m (metros), y las áreas circundantes, con especial relevancia de la zona en que supuestamente quedó encallada el arca de Noé, lo que lo convierte en un lugar sagrado, además de las cimas del Gran Ararat, el Pequeño Ararat (o monte Sis, de 3925 m) y un cráter formado por un meteorito en la vertiente occidental (39°47′30″N, 44°14′40″E), a 2100 m s. n. m. (metros sobre el nivel del mar), de 60.70 m de diámetro y 15 m de profundidad. El glaciar de la cima es el más grande de Turquía. Entre la vegetación hay coníferas, enebros, abedules, carpes, etc. Entre la fauna hay perdices, muflones, cabras montesas, lobos, zorros, liebres, gatos salvajes, etc.[39]
- Parque nacional del lago Gala, 61 km² (kilómetros cuadrados), en la provincia de Edirne, en la región del Mármara, en el lado europeo de Turquía. Cubre un área entre los lagos Pamuklu y Küçük Gala, entre los distritos de Ipsala y Enez. A pesar de la contaminación, tiene cierta importancia para las aves. hay unas 163 especies observadas, de las que 46 son residentes, 27 migratorias invernales y 90 migratorias estivales.
- Parque nacional de las Marismas del Sultán, 243,6 km² (kilómetros cuadrados), en el centro-sur de Turquía, es un sitio Ramsar, en torno al lago Yay, de 20 km², a 1071 m s. n. m. (metros sobre el nivel del mar) y una profundidad media de solo 2 m (metros), con grandes oscilaciones estacionales.
- Parque nacional de las montañas Tektek, 193 km² (kilómetros cuadrados), en el sudeste de Turquía, en Sanliurfa, cerca de la frontera con Siria. Los montes Tektek se encuentran entre las cabeceras de los ríos Tigris y Éufrates, tienen una altitud máxima de 801 m s. n. m. (metros sobre el nivel del mar) y se extienden hacia el sur por la región montañosa de Tur Abdin. Aquí se encuentra el sitio arqueológico de Sumatar.
- Parque nacional de los bosques inundables de İğneada, 31,55 km² (kilómetros cuadrados), en la provincia de Kırklareli, en la región del Mármara, en torno a la localidad de İğneada, al sur del río Rezovo, que forma la frontera con Bulgaria. El río Veleka desciende desde el macizo de Istranca hasta llegar al mar Negro, en cuyas orillas forma una llanura de inundación consistente en humedales, pantanos, lagos y dunas en la costa. Hay cinco lagunas: Erikli, de 45 ha (hectáreas); Mert, de 2,66 ha; Saka, de 5 ha; Haman, de 19 ha, y Pedina, de 10 ha. Las dunas se hallan a ambos lados del pueblo de İğneada. Hay bosques de fresnos, robles, hayas, alisos y arces. Hay gatos salvajes, jabalíes, liebres, martas, lobos, ciervos, tortuga mediterránea, pigargo europeo y carpintero verde, entre otros.
- Parque histórico nacional Nene Hatun, 387 ha (hectáreas). Se encuentra al este de Turquía, a las afueras de la ciudad de Erzurum. El nombre del parque procede de la heroína turca Nene Hatun (1857-1955), que luchó contra las fuerzas rusas durante la reconquista de Erzurum de manos de las fuerzas rusas al principio de la Guerra ruso-turca (1877-1878), Nene Hatun vivía en el vecindario de Aziziye, que estaba fortificado. Tras la ocupación de los rusos el 9 de noviembre de 1877 y la muerte de su hermano, Hatun encabezó las tropas turcas que recuperaron la fortaleza y que estaban formadas en gran parte por mujeres.[40]
- Parque histórico nacional de la batalla de Sakarya, 138 km² (kilómetros cuadrados), en la provincia de Ankara, en el lugar de la batalla de Sakarya, durante la Guerra greco-turca (1919-1922). La batalla tuvo lugar entre el 23 de agosto y el 13 de septiembre de 1921 a orillas del río Sakarya, y significó el principio de la retirada de los griegos de Turquía.

## Reservas de la biosfera de la Unesco
- Reserva de la biosfera de Camili, 271 km² (kilómetros cuadrados), 41º20′49″ a 41º31′32″N; 41º49′36″ a 42º05′27″E, en el extremo nordeste, en la frontera con Georgia. Rodeada de montañas por tres lados y el cuarto por la frontera georgiana, contiene tres valles principales con un ecosistema dominado por bosques de coníferas y caducos de pícea de Asia Menor, aliso, tilo, avellano y roble albar. Forma parte de los 122 sitios protegidos de interés botánico de Turquía, y es uno de los sitios donde las abejas se han conservado en su pureza original. Hay oso pardo, rebeco y corzo, pero el lugar está amenazado por la caza ilegal. También hay lobo, chacal y zorro. Los bosques de Camili junto con las montañas Karçal son una importante reserva para el gallo lira caucasiano. La altitud varía entre 400 y 3415 m s. n. m. (metros sobre el nivel del mar).[41]

## Patrimonio de la humanidad

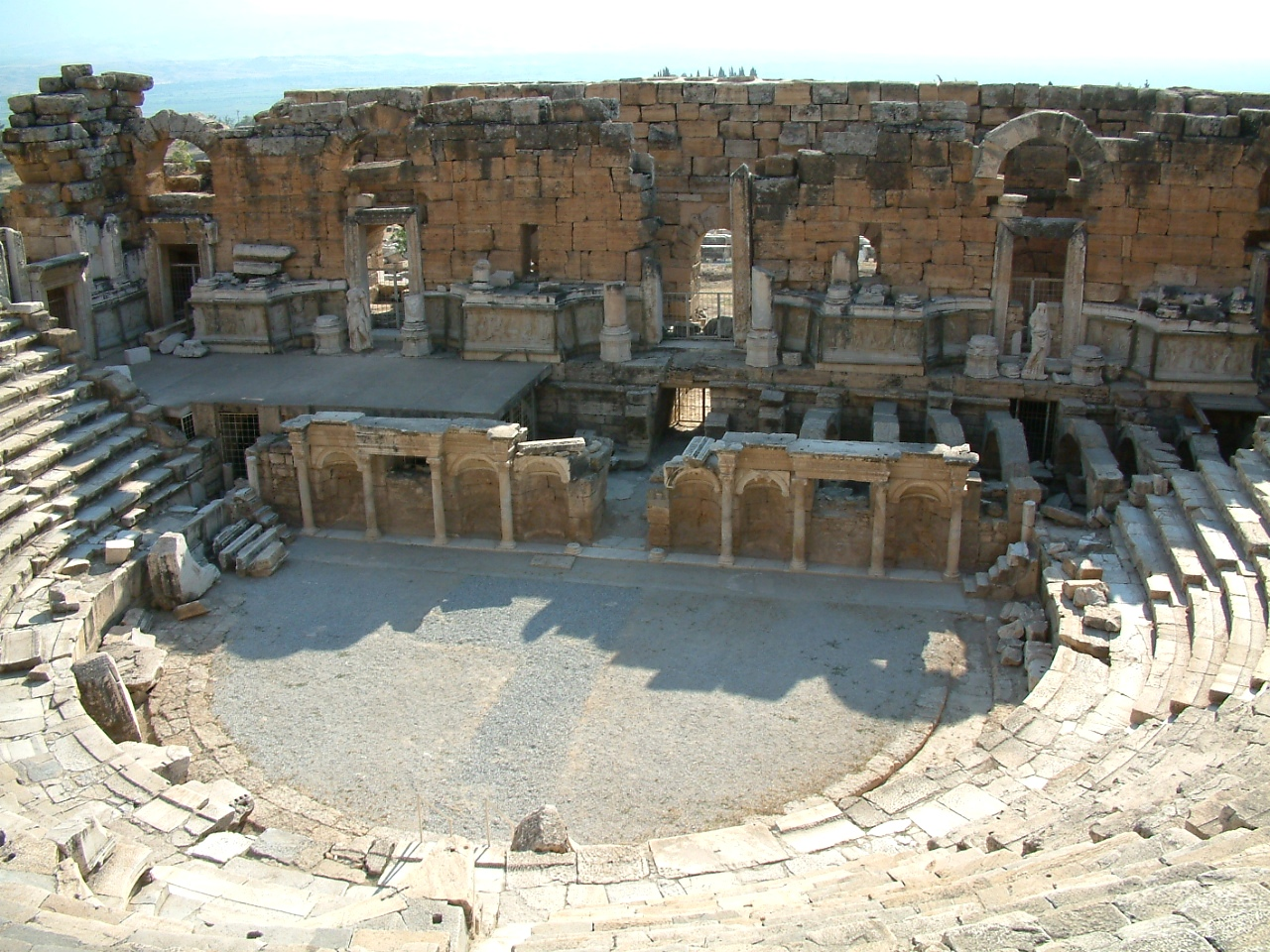
Teatro romano de Hierápolis

- Parque nacional de la antigua Göreme y las rocas de Capadocia, 95,72 km² (kilómetros cuadrados). En la provincia de Nevsehir, en la región central de Anatolia. Famosa por las llamadas chimeneas de las hadas, formadas por el viento y la lluvia. Los columbarios en los alos valles de Soganli, Zelve y Uzengi, y las celdas de los monjes excavadas en las profundidades de los valles añaden valor al conjunto. La región quedó cubierta por las cenizas de varios volcanes, entre ellos Erciyes, Hasan y Gollu, que fueron esculpidas durante millones de años por los elementos. En Goreme hay cientos de iglesias excavadas en la roca, y ciudades subterráneas como Derinkuyu y Kaymakli.[42]
- Hierapolis-Pamukkale, 10,77 km² (kilómetros cuadrados). Una de las antiguas ciudades del Egeo y un paisaje creado en un acantilado de cerca de 200 m de altura por los depósitos de las aguas termales calcáreas en forma de travertino que han formado una serie de terrazas descendentes. La cascada tiene unos 2600 m (metros) de longitud y unos 160 m de altura de un color blanco luminoso que puede verse desde unos 20 km (kilómetros). Hay 5 fuentes termales con aguas entre 35 y 36 °C (grados Celsius). Se dice que Felipe, uno de los doce apóstoles, murió en la ciudad de Hierápolis, importante centro religioso en el siglo IV.[43]
- Zonas de la batalla de Gelibolu (Galípoli) en la Primera Guerra Mundial, en la llamada guerra de Çanakkale (Dardanelos).[44] También conocido como Parque nacional histórico de la península de Galípoli, de 330 km² (kilómetros cuadrados), en honor de los 500 000 soldados que perdieron la vida en 1915. Incluye memoriales, monumentos, cementerios, los acantilados de Ariburnu y Tuz Golu (lago salado).

### Patrimonios culturales
Lugares inscritos en la lista del Patrimonio cultural mundial de la Unesco en Turquía.
- Afrodisias (2017)
- Ani (2016), 250 ha (hectáreas)
- Troya (1988), 158 ha
- Bursa y Cumalıkızık: el nacimiento del Imperio otomano (2014), 275 km² (kilómetros cuadrados)
- Safranbolu (1994), 193 ha
- Fortaleza de Diyarbakır y jardines culturales de Hevsel (2015), 521 ha
- Éfeso (2015), 662 ha
- Göbekli Tepe (2018), 126 ha
- Gran mezquita y Hospital de Divriği (1985), 2016 ha
- Hattusa, la capital hitita (1986), 268 ha
- Áreas históricas de Estambul (1985), 765 ha
- Monte Nemrut (1987), 11 ha
- Çatalhöyük (2012), 37 ha
- Pérgamo y paisaje adyacente (2014)
- Mezquita de Selim (2011)
- Xanthos-Letoon (1988), 126,4 ha

## Sitios Ramsar

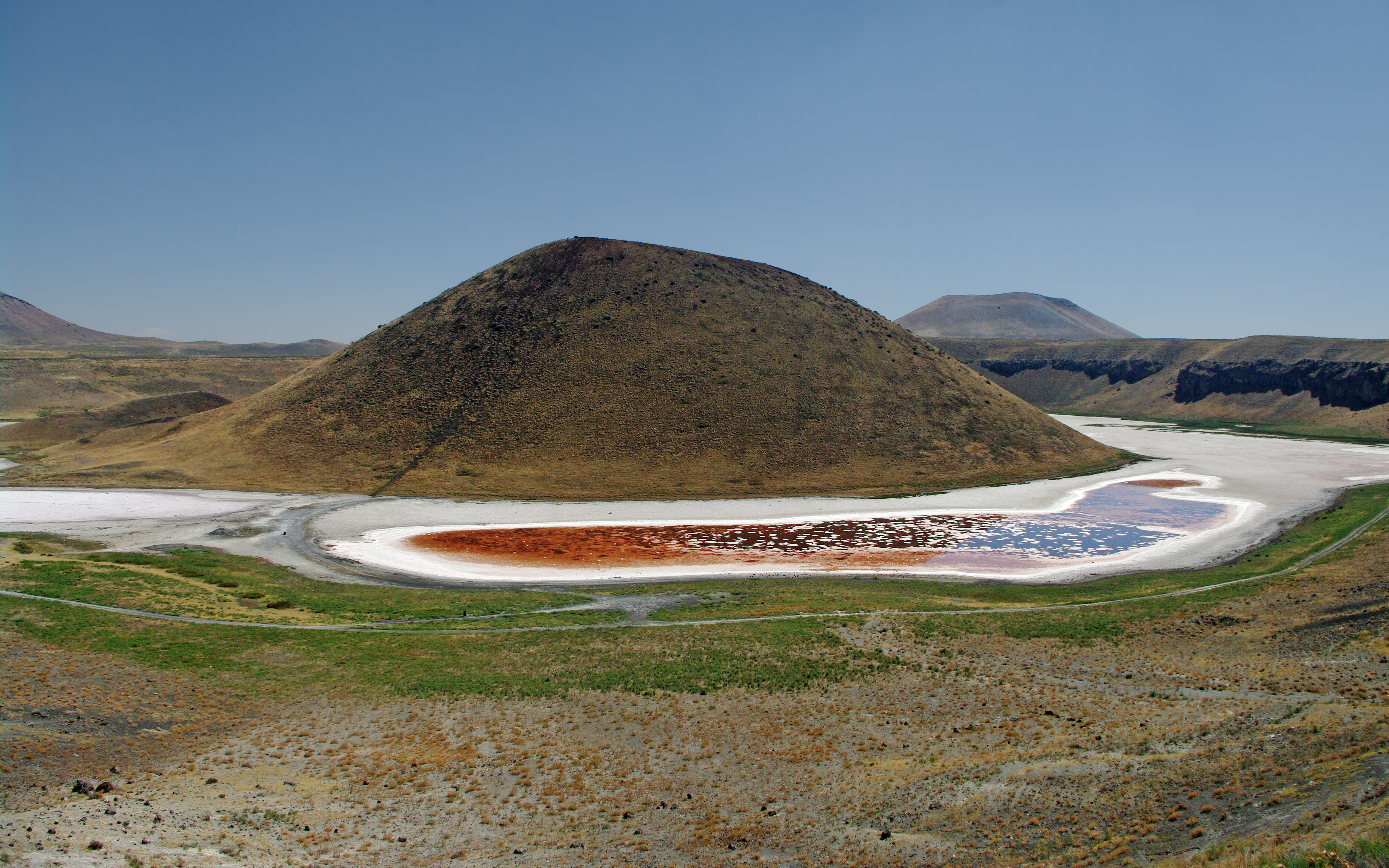
Lago Meke, conocido como Meke Maar, sitio Ramsar y monumento natural.

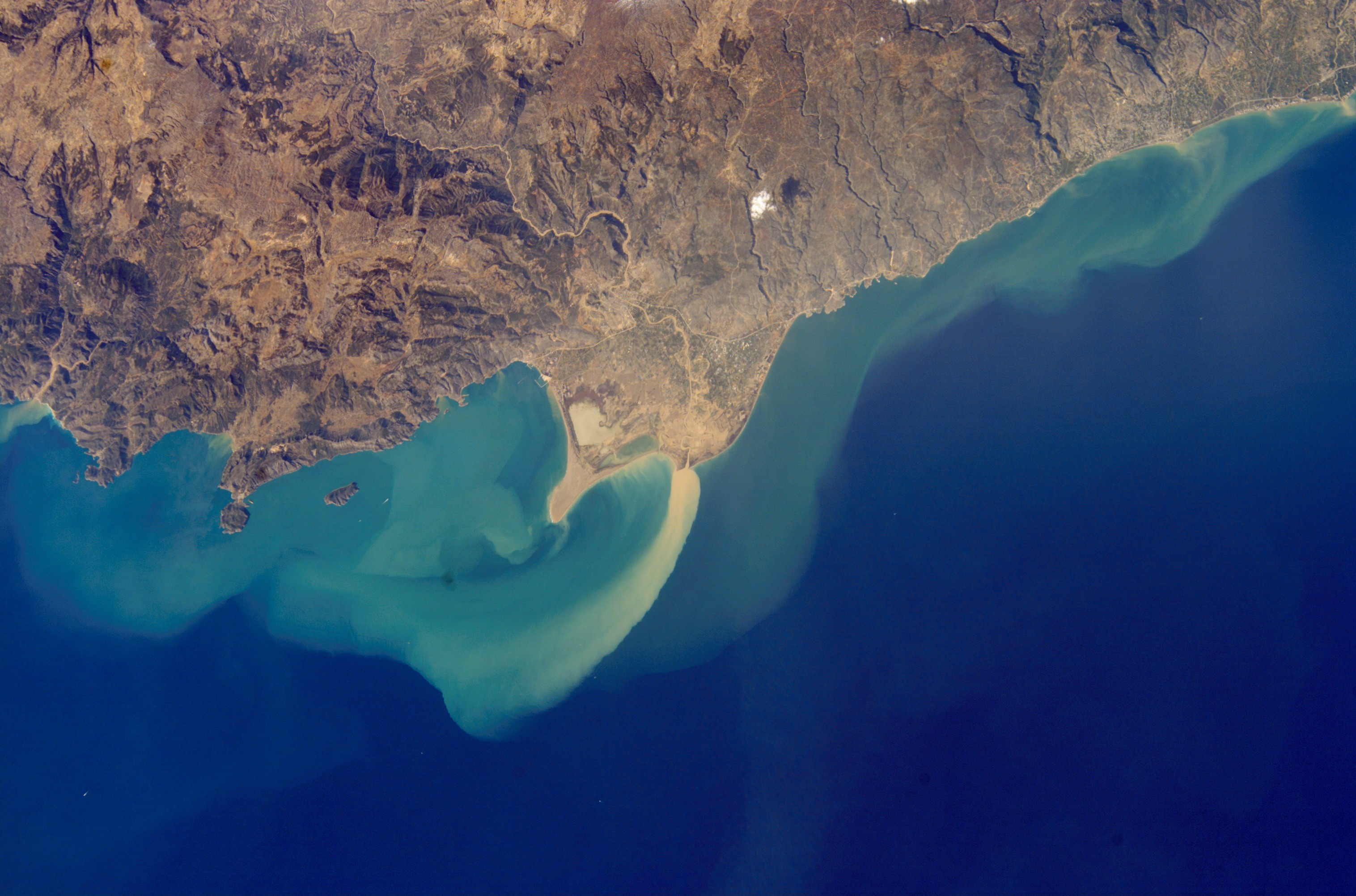
Delta de Goksu

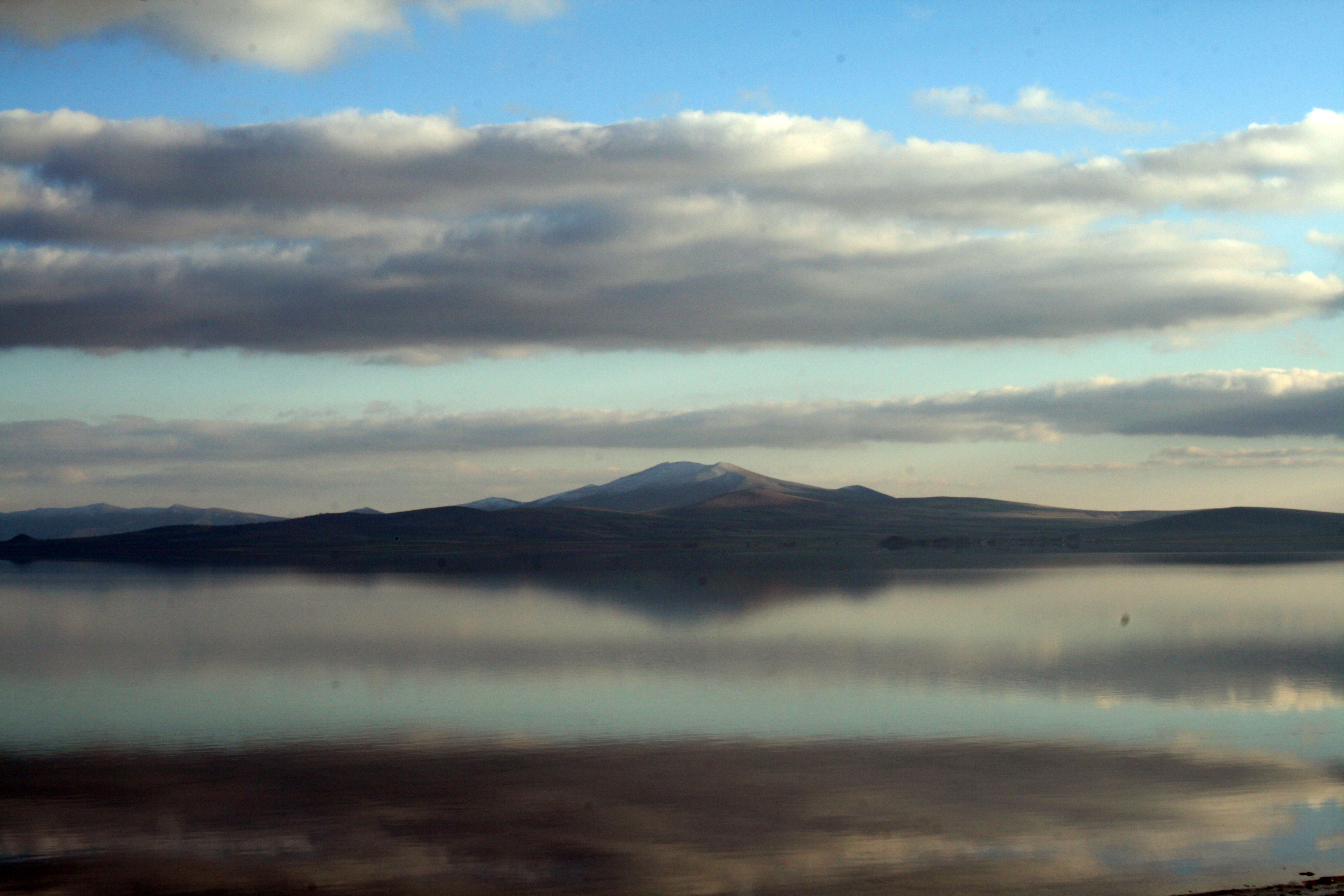
Lago Seyfe

- Delta del río Göksu
- Lago Burdur

- Lago Seyfe, 107 km² (kilómetros cuadrados), 39°11′N 34°25′E. Provincia de Kirsehir. Lago salino medio en nutrientes, alimentado por un arroyo y manantiales. Incluye cañizos y estepa salina. Aves acuátixas. Solo está permitida actividad científica. En los últimos años hay una colonia de flamencos.[46] También hay avutarda común, cernícalo vulgar, grulla común y tarro canelo. El lago está en peligro de secarse por el exceso de regadío.[47]
- Lago Kus

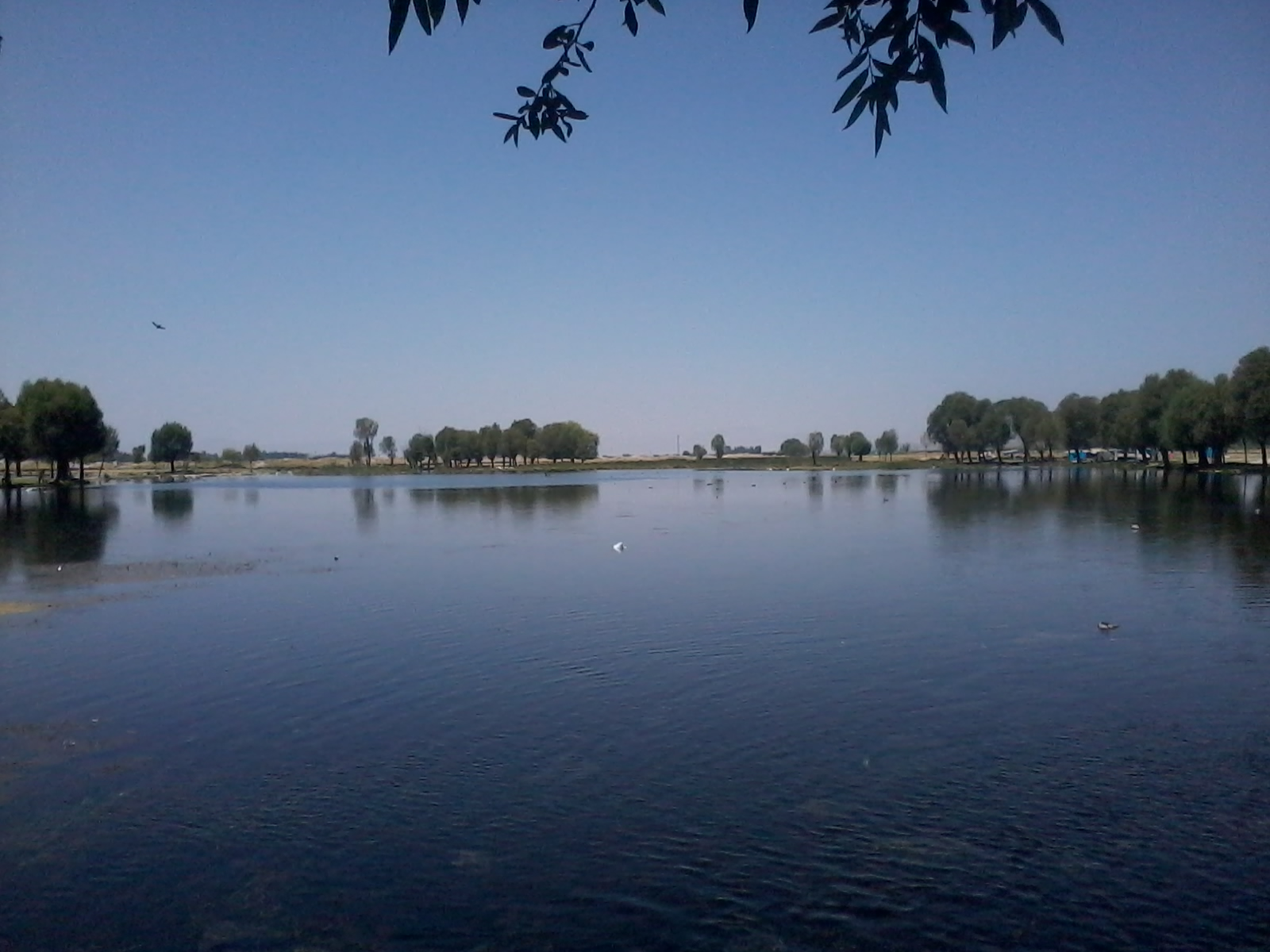
Lago Yai en las marismas del Sultán.

- Marismas del Sultán, 172 km² (kilómetros cuadrados), 38°19′N 35°15′E. Dentro del Parque nacional de Sultan Reedy, de 243 km². Es un complejo humedal en la llanura de Develi, en torno al lago Yai, un lago salino de 20 km², en la provincia de Kayseri, en el centro de Turquía, a 1071 m s. n. m. (metros sobre el nivel del mar), con solo 2 m (metros) de profundidad media. Se compone del lago, una estepa salinizada, marjales de agua dulce ricos en nutrientes, humedales, islotes y lagunas. En los marjales de agua dulce hay carrizos y juncos, y en las zonas salinizadas hay plantas halófitas. Se halla en una zona endorreica rodeada de colinas y montañas, y es importante para varias especies de aves acuáticas amenazadas.[48] El equilibrio ecológico de las marismas se ha visto gravemente dañado por la construcción de embalses, pozos y canales de drenaje debido a los planes de regadío que se iniciaron en la cuenca de Develi en 1973. A partir del año 2000, la calidad del agua descendió notablemente debido sobre todo al uso de productos químicos y el riego ilegal, y en 2003 prácticamente las marismas se secaron. En 2011 se abrió el túnel de Zamanti[49] para llevar agua de una cuenca vecina, mientras se intenta cambia los métodos de cultivo e irrigación de la zona.[50]
- Delta del río Kizil Irmak
- Laguna costera de Akyatan, 147 km² (kilómetros cuadrados), 36°37′N 35°15′E. Laguna costera en el extremo nordeste del Mediterráneo, 30 km (kilómetros) al sur de Adana, rodeada por pantanos salobres, playas de arena, lagunas de agua dulce, humedales y dunas. Entre las dunas hay pozas bajo el nivel del mar que se llenan de agua dulce durante las lluvias. Hábitat de nuemrosas especies amenazadas, entre ellas tortugas marinas (el 43 % de la tortuga verde del Mediterráneo) y aves migratorias.[51]
- Lago Uluabat
- Delta del río Gediz
- Meke Maar, 202 ha (hectáreas), 37°41′N 33°38′E. El lago Meke es un lago de cráter volcánico en la provincia de Konya, en la Turquía central. Está considerado monumento natural. La acidez de sus aguas no permite la vida acuática, pero cuando las lluvias son abudantes, el agua se neutraliza y aparecen aves acuáticas. En los alrededores hay hasta nueve especies de plantas amenazadas.[52] Es conocido como el 'ojo de Anatolia', porque desde el aire, la cuenca blanca del lago con el cráter en el centro parece uno de esos amuletos de la suerte que se llaman 'ojos' en Turquía.[53]
- Lagunas costeras de Yumurtalik, 198,5 km² (kilómetros cuadrados), 36°40′N 35°38′E. Comprende por entero el delta aluvial formado por la desembocadura de varios ríos en el extremo nororiental del mar Mediterráneo, en la provincia de Adana, en el golfo de Alejandreta. Hay dunas, pantanos salinos, arroyos y campos marginales, con su vegetación correspondiente. Se encuentran las tortugas boba y verde, y es un punto clave para las aves migratorias en la ruta África-Paleártico. Es también reserva natural y parque nacional.[54]
- Kizören Obrouk, 127 ha (hectáreas), 38°10′N 33°11′E. Área restringida arqueológica, un buen ejemplo de 'obrouk', un lago profundo de agua dulce formado en una depresión kárstica. Situado en una amplia llanura esteparia seca, es muy importante como fuente de agua dulce en la región. La vegetación es esteparia, adaptada a un suelo muy calcáreo. Hay nueve especies de plantas amenazadas y restos arqueológicos, como un caravanserai de tiempos bizantinos, una mezquita y varios edificios de la época selyúcida. La densidad de población es baja, con una larga sequía desde 2005 que ha puesto la zona en peligro por el excesivo uso del agua por los granjeros.[55][56]
- Lago Kuyucuk, 416 ha (hectáreas), 40°45′N 43°27′E. Pequeño lago de 245 ha en la provincia de Kars en el nordeste de Turquía. Una corriente de agua dulce y un manantial alimentan el lago, rodeado de una estepa sin árboles y cañizos dispersos de Phragmites. está en la zona de migración de aves África-Eurasia. Cada otoño pasan por aquñi unos 30 000 patos canelo.[57]
- Caldera de Nemrut, 46 km² (kilómetros cuadrados), 38°37′N 42°14′E. Monumento natural en la caldera de un volcán, en la orilla occidental del lago Van, en la parte oriental de Turquía. Es parte de un estratovolcán activo con una morfología única en Turquía. La mitad oriental está rellenada por depósitos piroclásticos de la última explosión, con domos y coladas. La parte occidental tiene un pequeño lago y otro más pequeño de aguas termales. El lago grande, Nemrut, con forma de media luna, tiene una profundidad máxima de 100 m (metros), y el agua es potable. Hay una rica comunidad de plantas acuáticas y en 1989 anidaba aquí el negrón especulado.[58]

## Monumentos naturales
En julio de 2015 había 112 monumentos naturales en Turquía, que comprendían cuevas, formaciones geológicas, cascadas y una mayoría de árboles centenarios.